# Thann
Pour les articles homonymes, voir Thann (homonymie).
Thann (prononcé [tan]  ; en bas alémanique Dànn) est une commune française située dans l'aire d'attraction de Mulhouse et faisant partie de la Collectivité européenne d'Alsace (circonscription administrative du Haut-Rhin), en région Grand Est.
Cette commune se trouve dans la région historique et culturelle d'Alsace.

## Géographie

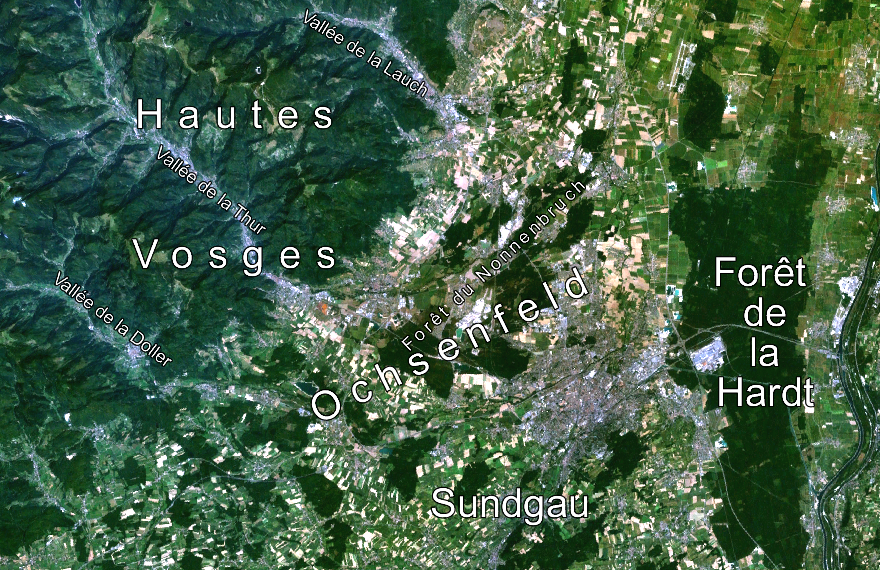
Vue satellite de la région mulhousienne et des 3 vallées du Sud-Alsace qui lui font face, Landsat 7, NASA. La vallée de la Thur est celle qui se trouve au centre.

Thann est située dans le sud-ouest du département du Haut-Rhin, à l'entrée de la vallée de la Thur, au pied des Vosges. Elle est distante de 121 km de Strasbourg, préfecture de la région, de 43 km de Colmar, préfecture du département et de 21 km de Mulhouse. À 6,5 km de Thann se trouve la commune de Cernay.

### Statut
- Statut de sous-préfecture du Haut-Rhin.
- Siège du pays Thur-Doller regroupant les communes des Vallées de la Thur et Doller.
- Commune membre de la communauté de communes de Thann-Cernay regroupant les 17 communes suivantes : Aspach-le-Bas, Aspach-le-Haut, Bitschwiller-lès-Thann, Bourbach-le-Bas, Bourbach-le-Haut, Cernay, Leimbach, Michelbach, Rammersmatt, Roderen, Schweighouse-Thann, Steinbach, Thann, Uffholtz, Vieux-Thann, Wattwiller, Willer-sur-Thur. La population municipale totalise 37 694 habitants (recensement Insee 2011).
- Agglomération de 31 674 habitants répertoriée par l'Insee au sein de l'unité urbaine de Thann-Cernay[1] (recensement 2011).

### Situation
La ville se situe au pied des Hautes-Vosges, au bord de la Thur, entre le Rossberg (1 191 m) et le Thannerhubel (1 183 m) à l'ouest et le Molkenrain (1 125 m) au nord.
Elle est localisée dans le sud-ouest du département du Haut-Rhin (Alsace), découpage social-économique dit du Sud-Alsace.
Thann se développe principalement vers le sud-est, direction dans laquelle l'extension communale est possible sur des zones planes.
La ville n'a fusionné avec aucune commune de taille semblable, cependant, la ville de Vieux-Thann, située le long de la RN 66 et de la voie de chemin de fer à l'est, est accolée à la commune. La limite des deux communes est indistincte en bien des endroits et on passe d'une commune à l'autre sans s'en apercevoir. Une route départementale sert de limite sur plus de 1 kilomètre.
À la sortie opposée de la RN 66, à l'ouest, la commune de Bitschwiller-lès-Thann touche la ville mais de façon plus diffuse ; cette zone est une extension du XIXe siècle et certains secteurs sont en voie de reconversion. Bien que située entre deux versants de la vallée inférieure de la Thur, le haut du Grumbach et la Rochelle, la zone y est donc devenue ces dernières années moins dense. Une nouvelle zone artisanale et résidentielle devrait y voir le jour dans les années à venir.
Plus au sud, une partie du village de Leimbach, dont le centre n'est qu'à 2,5 km de Thann, touche la ville mais, le relief étant plus marqué, des vergers et des forêts séparent encore par endroits de quelques centaines de mètres la ville et le village. Sur cette croupe, cependant, quelques programmes immobiliers très récents étendent le tissu urbain et réduisent la surface des vergers dont il est prévu de préserver les derniers hectares à la marge du ban communal.
Au nord et au nord-est, le relief est très pentu et ne laisse la possibilité à aucune extension urbaine significative. Le point culminant du ban communal, le Becherkopf, se situe au nord à 3,2 km du centre de la ville à 922 mètres d'altitude.
D'une vue aérienne, mais aussi de l'intérieur de la ville, Thann forme avec Vieux-Thann une conurbation marquée de 10 857 habitants (respectivement 7 985 et 2 872 selon les chiffres INSEE sans double compte de 2009) étendue sur 4,6 km prolongée par la zone industrielle inter communautaire située sur le ban de Vieux-Thann. Cette conurbation de forme générale circulaire dont la partie la plus opulente s'étend le long de la Thur, occupe vers le sud l'espace offert par le seuil de la vallée de cette rivière, ce qui n'est pas sans rappeler la situation analogue des cités voisines de Masevaux, Guebwiller, Munster, Kaysersberg et Ribeauvillé due à l'orientation est-ouest des vallées haut-rhinoises.

### Communes limitrophes
|                        | Goldbach-Altenbach |             |
| Bitschwiller-lès-Thann | Thann              | Vieux-Thann |
|                        | Leimbach           |             |

### Lieux-dits et écarts
La ville est agglomérée et ne possède pas d'écart. Elle est repérée par des quartiers qui ont repris le nom de lieux-dits.
- Kattenbach, du nom du ruisseau qui le traverse, est situé sur la rive gauche de la Thur, au pied de l'Engelbourg et du vignoble du Rangen. Ce quartier avait jusqu'au début du XXe siècle une vocation agricole et artisanale liée à la présence des vignes sur la commune[2]. Il a été fortifié en 1370.
- Steinby, du nom du ruisseau qui le traverse. Ce quartier est desservi par deux voiries, la rue du Steinby et l'avenue Poincaré, qui contournent chacune d'un côté le Parc Albert 1er et se rejoignent avant d'entrer dans le quartier du Floridor ou dans celui du Riegelbourg. La sous-préfecture y fut construite en 1907-08.
- Floridor est un quartier situé dans les hauteurs de la ville, dans le vallon du Steinby. Il est notamment connu grâce à la route forestière qui mène au col du Hundsrück.
- Riegelbourg. Ce quartier résidentiel a la particularité d'être desservi par une ancienne route régulièrement entretenue (chemin d'intérêt commun I.C. n° 36) parfois fort pentue qui desservait Rammersmatt directement depuis Thann jusqu'en 1938. L'avenue Pasteur a été aménagée en 1938 pour contourner la pente et classée I.C.[3],[4]. C'est aujourd'hui la départementale 36. L'ancienne route est encore enrobée dans le quartier. Au-delà, elle est devenue une route forestière non revêtue entretenue par le Club vosgien ou par la commune.
- Blosen est un lieu-dit tourné vers la plaine de l'Ochsenfeld. Il fut question en 1841-1843 d'y faire construire une place forte avec une citadelle qui se serait située au sud de l'actuel lycée Scheurer-Kestner jusqu'aux portes de Leimbach. Le ministre de la guerre de Louis-Philippe Ier, Jean-de-Dieu Soult, abandonna finalement le projet, au vu de son coût trop élevé. Le quartier a vu une expansion très importante depuis la fin de la Seconde Guerre mondiale.
- Bungert qui a donné son nom à l'école primaire construite au XIXe siècle.
- Saint-Jacques quartier hors les murs dirigé vers la vallée habité dès la fin du XVIIIe siècle par les ouvriers des premières fabriques mécaniques et textiles. Il débute à l'ancien couvent des Franciscains devenu hôpital. C'est Saint Jacques-le-Majeur à qui l'église conventuelle était dédiée qui a donné son nom au lieu-dit.
- Faubourg des Vosges, qui a vu naître les premières industries textiles et mécaniques de la ville.
- La Rochelle lieu-dit ouvrier près du faubourg des Vosges, à l'entrée de Bitschwiller-lès-Thann.
- Faubourg du Rhin situé hors les murs devant l'ancienne porte du Rhin démolie en 1827, passage important en direction de la plaine. C'était initialement un terrain naturel ou seuls quelques bâtiments ont existé dont la gare terminus du chemin de fer de Mulhouse à Thann construite en 1838-39 puis le bureau de poste en 1890-91 en face. Ce faubourg devenu commercial et industriel est moins résidentiel (que le faubourg Saint-Jacques) a vu progressivement ses fabriques disparaître au XXe siècle. Il s'étend jusqu'aux usines de Produits chimiques qui étaient initialement séparées de la ville. De nos jours, le quartier est intégré à la ville, il est essentiellement commercial et résidentiel, et occupe totalement l'espace jusqu'aux usines et au-delà. Depuis 1971, la rue du Général De Gaulle (ancien faubourg du Rhin) le traverse.
- Rangen du nom de la montagne qui le domine (le Rangenkopf altitude 605m), ce lieu-dit n'est peuplé que de quelques maisons le long de la rue du Vignoble. En revanche, la renommée du nom se fonde principalement sur le vignoble qui couvre depuis le moyen âge classique le versant Sud de la montagne. La Thur coule au pied du vignoble. Une promenade inférieure (également piste cyclable) et une promenade à mi pente, dit chemin Montaigne, agrémentent ce lieu-dit ensoleillé. C'est cet ensoleillement, dont le rayonnement inonde un terroir volcanique pentu jusqu'à 68% qui confère à ce vignoble (aujourd'hui d'environ 22 ha) la notoriété mondiale qu'il a acquis.
- Historiquement, jusqu'au XIXe siècle, Thann est constituée par 4 quartiers du plus haut (supérieur) au plus bas (inférieur), d'ouest en est : le faubourg des Vosges, le faubourg Saint-Jacques, le centre historique et le faubourg du Rhin. Le quartier du Kattenbach dans le centre historique s'en distingue par le cours de la Thur. Les autres quartiers sont plus récents, tous du XIXe et du XXe siècle.

### Géologie et relief
Le territoire communal repose sur le bassin houiller stéphanien sous-vosgien, du charbon est extrait vers 1809.
- Hydrogéologie et climatologie : Système d’information pour la gestion de l’Aquifère rhénan :

Territoire communal : Occupation du sol (Corinne Land Cover); Cours d'eau (BD Carthage),
Géologie : Carte géologique; Coupes géologiques et techniques,
 Hydrogéologie : Masses d'eau souterraine; BD Lisa; Cartes piézométriques.

### Hydrographie

#### Réseau hydrographique
La commune est dans le bassin versant du Rhin au sein du bassin Rhin-Meuse. Elle est drainée par la Thur, le ruisseau du Krummbach, le ruisseau Finsterbach et le ruisseau Steinby,,.
La Thur, d'une longueur de 53 km, prend sa source dans la commune de Wildenstein et se jette  dans l'Ill à Ensisheim, après avoir traversé 20 communes. Les caractéristiques hydrologiques de la Thur sont données par la station hydrologique située sur la commune de Willer-sur-Thur. Le débit moyen mensuel est de 5,12 m3/s. Le débit moyen journalier maximum est de 112 m3/s, atteint lors de la crue du 9 avril 1983. Le débit instantané maximal est quant à lui de 137 m3/s, atteint le même jour.

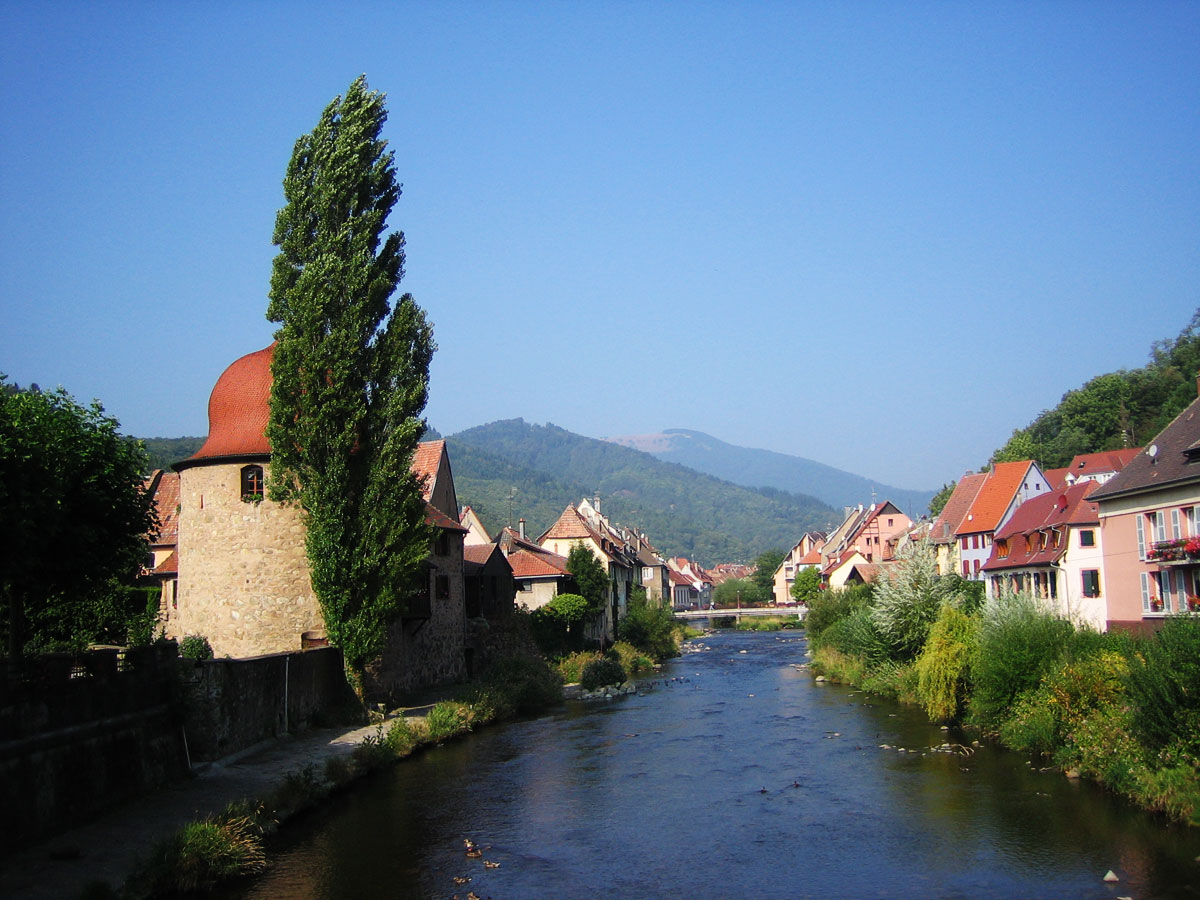
La Thur à Thann.
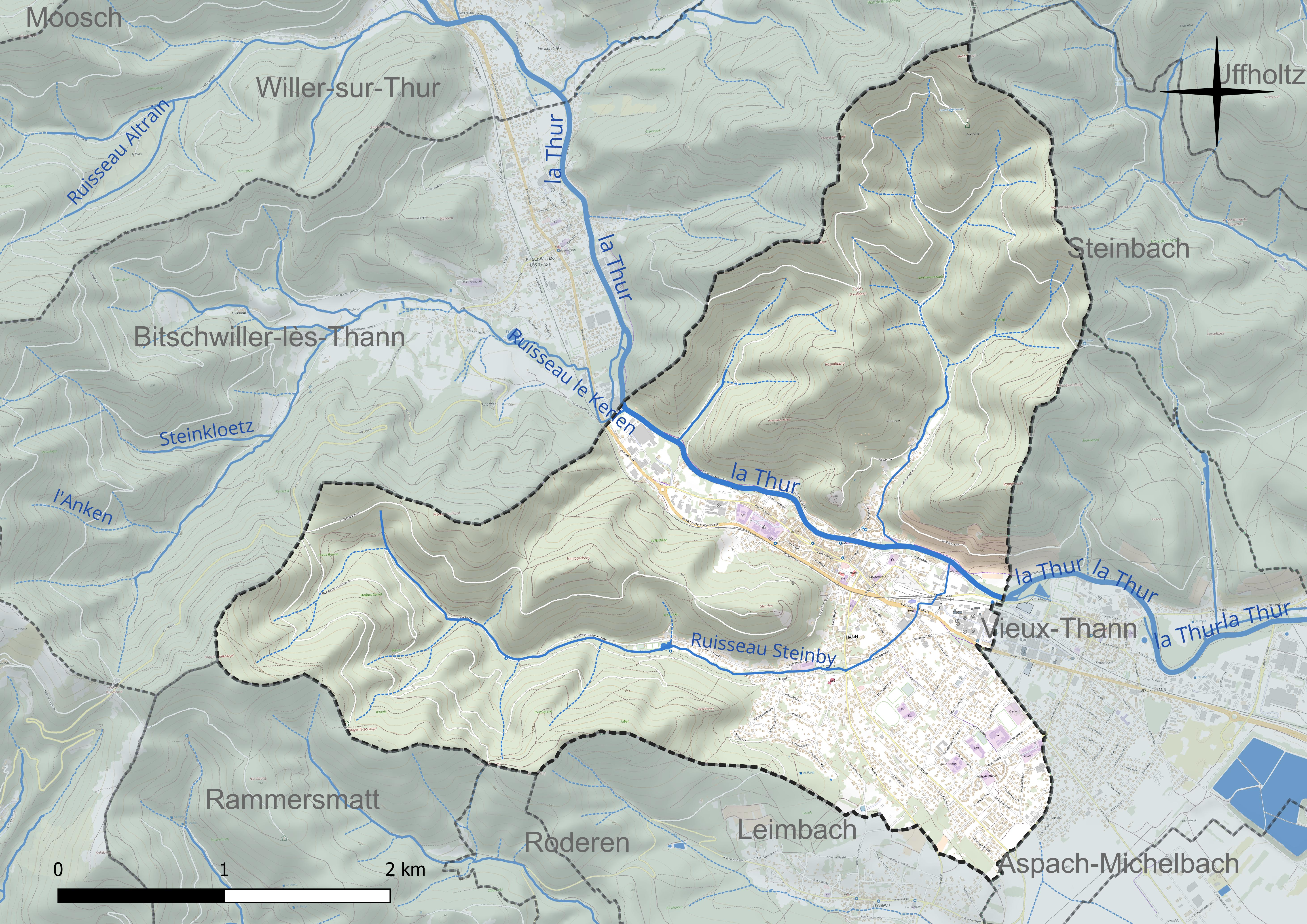
Réseau hydrographique de Thann.

#### Gestion et qualité des eaux
Le territoire communal est couvert par le schéma d'aménagement et de gestion des eaux (SAGE) « Ill Nappe Rhin ». Ce document de planification concerne la nappe phréatique rhénane, les cours d'eau de la plaine d'Alsace et du piémont oriental du Sundgau, les canaux situés entre l'Ill et le Rhin et les zones humides de la plaine d'Alsace. Le périmètre s’étend sur 3 596 km2. Il a été approuvé le 17 janvier 2005. La structure porteuse de l'élaboration et de la mise en œuvre est la région Grand Est.
La qualité des cours d’eau peut être consultée sur un site dédié géré par les agences de l’eau et l’Agence française pour la biodiversité.

### Climat
Pour des articles plus généraux, voir Climat du Grand Est et Climat du Haut-Rhin.
En 2010, le climat de la commune est de type climat de montagne, selon une étude du Centre national de la recherche scientifique s'appuyant sur une série de données couvrant la période 1971-2000. En 2020, Météo-France publie une typologie des climats de la France métropolitaine dans laquelle la commune est exposée à un climat semi-continental et est dans la région climatique Vosges, caractérisée par une pluviométrie très élevée (1 500 à 2 000 mm/an) en toutes saisons et un hiver rude (moins de 1 °C).
Pour la période 1971-2000, la température annuelle moyenne est de 10,1 °C, avec une amplitude thermique annuelle de 17,3 °C. Le cumul annuel moyen de précipitations est de 1 011 mm, avec 10,2 jours de précipitations en janvier et 9,7 jours en juillet. Pour la période 1991-2020, la température moyenne annuelle observée sur la station météorologique de Météo-France la plus proche, « Bits.-lès-Thann », sur la commune de Bitschwiller-lès-Thann à 3 km à vol d'oiseau, est de 10,0 °C et le cumul annuel moyen de précipitations est de 1 309,4 mm. 
La température maximale relevée sur cette station est de 38,9 °C, atteinte le 7 août 2015 ; la température minimale est de −19,5 °C, atteinte le 12 janvier 1987,,.
| Mois                                  | jan.             | fév.          | mars           | avril         | mai           | juin          | jui.          | août           | sep.          | oct.          | nov.           | déc.            | année      |
| ------------------------------------- | ---------------- | ------------- | -------------- | ------------- | ------------- | ------------- | ------------- | -------------- | ------------- | ------------- | -------------- | --------------- | ---------- |
| Température minimale moyenne (°C)     | −1,6             | −1,7          | 0,4            | 3,2           | 7,2           | 10,3          | 12            | 11,7           | 8,5           | 5,6           | 1,8            | −0,7            | 4,7        |
| Température moyenne (°C)              | 1,6              | 2,4           | 5,9            | 9,5           | 13,5          | 17            | 18,8          | 18,5           | 14,6          | 10,5          | 5,4            | 2,3             | 10         |
| Température maximale moyenne (°C)     | 4,8              | 6,6           | 11,3           | 15,8          | 19,8          | 23,6          | 25,6          | 25,3           | 20,8          | 15,4          | 9              | 5,4             | 15,3       |
| Record de froid (°C) date du record   | −19,5 12.01.1987 | −18 06.02.12  | −18,1 01.03.05 | −7,1 11.04.03 | −2,2 05.05.11 | 0,3 03.06.06  | 3,2 03.07.11  | 1,5 30.08.1998 | −1 29.09.02   | −6,2 25.10.03 | −13,7 30.11.10 | −19,4 20.12.09  | −19,5 1987 |
| Record de chaleur (°C) date du record | 16,4 10.01.1991  | 20,8 25.02.21 | 26,6 31.03.21  | 29,8 30.04.05 | 33,5 25.05.09 | 36,9 30.06.19 | 38,2 24.07.19 | 38,9 07.08.15  | 33,2 15.09.20 | 29 07.10.09   | 22,7 02.11.20  | 20,5 16.12.1989 | 38,9 2015  |
| Précipitations (mm)                   | 149,8            | 121,1         | 110,9          | 78,1          | 97,8          | 91,2          | 88,8          | 89,4           | 82,4          | 115,2         | 113,4          | 171,3           | 1 309,4    |

| Diagramme climatique                                  |              |              |             |             |              |            |              |             |              |           |              |
| J                                                     | F            | M            | A           | M           | J            | J          | A            | S           | O            | N         | D            |
| 4,8−1,6149,8                                          | 6,6−1,7121,1 | 11,30,4110,9 | 15,83,278,1 | 19,87,297,8 | 23,610,391,2 | 25,61288,8 | 25,311,789,4 | 20,88,582,4 | 15,45,6115,2 | 91,8113,4 | 5,4−0,7171,3 |
| Moyennes : • Temp. maxi et mini °C • Précipitation mm |              |              |             |             |              |            |              |             |              |           |              |

Les paramètres climatiques de la commune ont été estimés pour le milieu du siècle (2041-2070) selon différents scénarios d'émission de gaz à effet de serre à partir des nouvelles projections climatiques de référence DRIAS-2020. Ils sont consultables sur un site dédié publié par Météo-France en novembre 2022.

#### Risques géologiques et naturels
La proximité immédiate de la ville de Thann avec le massif des Vosges lui vaut de souffrir parfois de glissements de terrain, effondrements et coulées de boue. Ces événements peuvent être particulièrement forts compte tenu du contexte géologique et topographique des environs. De plus, des conditions météorologiques défavorables peuvent aggraver la situation (comme un orage très pluvieux). En avril 2010, un glissement de terrain a abîmé plusieurs dizaines de pieds de vigne au pied du vignoble du Rangen.

#### Crues et inondations
En raison du caractère torrentiel que peut présenter la Thur jusqu'à Vieux-Thann, les crues et les inondations font partie de l'histoire de la ville. Celles-ci arrivent en général en hiver ou au printemps, lorsque la fonte du manteau neigeux est associée à de fortes précipitations. Ces dernières années, plusieurs travaux ont été réalisés afin de sécuriser les rives de la Thur et de ses affluents, très pentus, en construisant ou consolidant des murs et digues de protection. Ainsi, les dernières crues de grande ampleur ont eu lieu en 1990, 1983 et 1947. D'autres inondations plus récentes n'ont pas été particulièrement exceptionnelles.

#### Quelques événements météorologiques marquants
- 26 décembre 1999 : tempête Lothar, à l'origine de dégâts parfois sévères dans la vallée de la Thur ainsi qu'à Mulhouse[22].
- août 2001 : un tuba (phénomène tourbillonnaire défini comme étant l'amorce d'une tornade) est observé sur les hauteurs du Rangen. Un phénomène semblable a pu être observé à Vieux-Thann en 2007[23].
- 12 juillet 2010 : un orage particulièrement violent provoque la chute de plusieurs dizaines d'arbres sur la commune ainsi que dans la commune voisine de Vieux-Thann[24].
- 15 décembre 2011 : tempête Joachim, provoquant des inondations dans les quartiers le long de la Thur et sur la RN 66[25].
- 30 juin 2012 : une dégradation orageuse sévère joue les trouble-fête lors de la crémation des trois sapins[26].
- 22 juillet 2013 : un orage orographique occasionne des chutes de grêle et provoque la chute d'un arbre[27].
- 25 juillet 2014 : en fin d'après-midi, un orage très pluvieux provoque des coulées de boue dans la vallée de la Thur[28],[29].

## Urbanisme

### Typologie
Au 1er janvier 2024, Thann est catégorisée petite ville, selon la nouvelle grille communale de densité à sept niveaux définie par l'Insee en 2022.
Elle appartient à l'unité urbaine de Thann-Cernay, une agglomération intra-départementale regroupant neuf  communes, dont elle est ville-centre,,. Par ailleurs la commune fait partie de l'aire d'attraction de Mulhouse, dont elle est une commune de la couronne,. Cette aire, qui regroupe 132 communes, est catégorisée dans les aires de 200 000 à moins de 700 000 habitants,.

### Occupation des sols
L'occupation des sols de la commune, telle qu'elle ressort de la base de données européenne d’occupation biophysique des sols Corine Land Cover (CLC), est marquée par l'importance des forêts et milieux semi-naturels (75,2 % en 2018), une proportion sensiblement équivalente à celle de 1990 (75,8 %). La répartition détaillée en 2018 est la suivante : 
forêts (75,2 %), zones urbanisées (18,3 %), zones industrielles ou commerciales et réseaux de communication (3,4 %), zones agricoles hétérogènes (2,8 %), terres arables (0,2 %). L'évolution de l’occupation des sols de la commune et de ses infrastructures peut être observée sur les différentes représentations cartographiques du territoire : la carte de Cassini (XVIIIe siècle), la carte d'état-major (1820-1866) et les cartes ou photos aériennes de l'IGN pour la période actuelle (1950 à aujourd'hui).

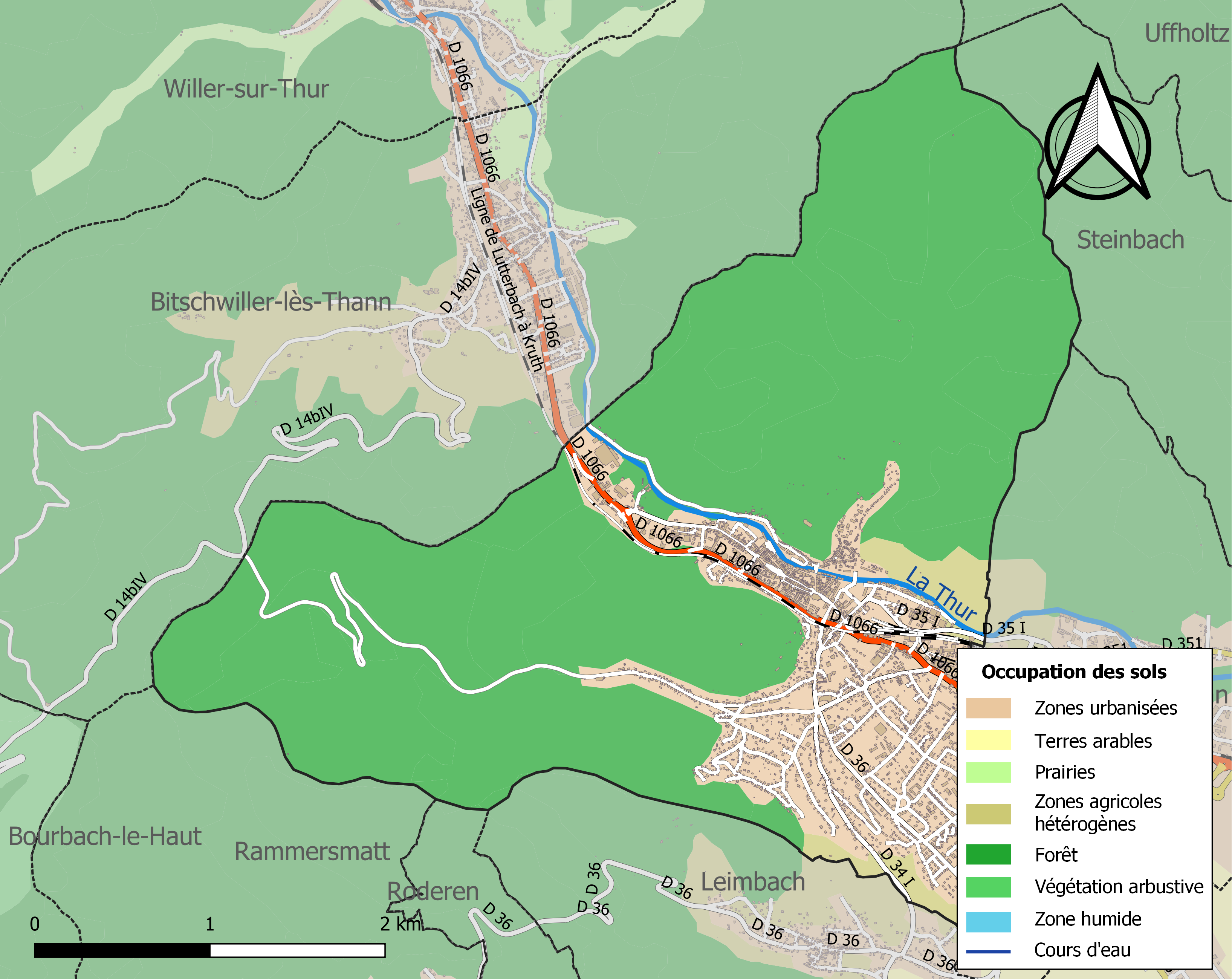
Carte des infrastructures et de l'occupation des sols de la commune en 2018 (CLC).

Thann, sur Géoportail.

### Voies de communication et transports
Réseau routier
- N 66 : l'agglomération thannoise est traversée par la route nationale 66 (axe Mulhouse - Nancy), très fréquentée et à 2x2 voies jusqu'à l'entrée ouest. Le centre est distant de 5,5 km de la 'Croisière' de Cernay (carrefour des routes Mulhouse-Thann-Épinal et Colmar-Belfort).

Elle bénéficie en outre de la proximité d'axes internationaux tels que les autoroutes A35 et A36.
Les axes locaux suivants desservent l'agglométation :
- D 103 : vers Aspach-le-Haut et Dannemarie.
- D 34I : vers Leimbach et Guewenheim.
- D 35 : vers Steinbach et Cernay ou vers Sentheim, renuméroté D 351 le 1er.01.2021.
- D 36 : vers Rammersmatt (à noter que le tracé de cette route allait jusque vers 1955 plus directement à Rammersmatt par-dessus la colline du Riegelbourg).
- D 33 : cette route, longue de 700 m seulement, dessert aujourd'hui la zone industrielle intercommunale, et sera prolongée vers le sud afin de devenir la déviation ouest de l'agglomération en déviant la RD 35 entre Cernay et Leimbach. Elle reliera le Parc d'Activités du pays de Thann à la RN 66, renuméroté D 331 le 1er.01.2021.
- Voie communale : vers le col du Hundsruck (748 m) sans passer par Bitschwiller-lès-Thann.
- Thann est un des points de départ la route Joffre.

Réseau ferroviaire
- la commune est desservie par la ligne TER Mulhouse-Cernay-Thann-Kruth.
- le Tram-train Mulhouse-Vallée de la Thur relie Thann au réseau urbain de tramway de Mulhouse et à la gare TGV Mulhouse-ville avec une évocation d'arrêt TGV à Mulhouse-Lutterbach.
- 5 arrêts : Gare de Thann-Saint-Jacques, Gare de Thann-Centre et Thann-Gare (Gare de Thann) desservent Thann, Gare de Vieux-Thann-ZI dessert la zone intercommunautaire et Gare de Vieux-Thann desservent le centre de Vieux-Thann

#### Signalisation
Les deux communes de Thann et de Cernay étant regroupées, au sens de l'INSEE, en une seule agglomération, il n'est pas rare de voir inscrites les deux villes sur la même ligne sur les panneaux de signalisation routière. En effet, les règles de la signalisation s'appuient sur cette référence à l'INSEE pour regrouper deux « pôles » importants formant une agglomération en un seul « dipôle » lorsqu'il apparait pertinent pour l'usager de traduire leur attractivité respective au sein d'une même mention.
Cette mention en dipôle se rompt cependant à nouveau en deux pôles inscrits sur deux lignes Thann puis Cernay ou l'inverse, lorsqu'il s'agit d'indiquer la distance kilométrique, puisque les centres-villes sont distincts.

## Toponymie
Le nom de la ville provient de l'allemand Tanne, signifiant sapin. Un sapin figure effectivement sur le blason de Thann (armes parlantes).
- Villa Danne, Xe siècle ;
- Castrum Tanne, 1251 ;
- Oppidum Thanna, 1304 ;
- Dan, XVIe siècle ;
- Pinetum, par Jérôme Gebwiller (1473-1545), probablement parce que le blason de Thann comporte un sapin[36] ;
- Tann, période nazie (1940-1945).

## Histoire
Origines de Thann
La naissance de Thann est commune avec celle de VieuxThann.
Vers 991, Thann fut fondée près de l'emplacement de l'église Saint-Dominique actuelle de Vieux-Thann. Alors, Thann avait le nom de Dan. Le hameau de Dan était seul sur l'ancienne voie romaine de la vallée de la Thur. Aucune habitation n'a été attestée par les historiens sur l'emplacement de Thann actuelle. La création du château de l'Engelbourg par les comtes de Ferrette à l'emplacement de la ruine de l'Oeil de la Sorcière à créé un nouveau hameau pied de son site qui est devenu le quartier du Kattenbach. La construction de la Collégiale grâce aux dons des pèlerins vénérant Saint-Thiébaut a développé une nouvelle cité autour de la chapelle primitive puis de l'église gothique primitive. Cette nouvelle agglomération a suppanté l'agglomération originale. La nouvelle agglomération à pris le nom de Thann et l'ancienne pour la différencier a pris le nom de Vieux-Thann.

### Légende
La ville doit son point de départ à la translation miraculeuse d'une relique de son patron Saint-Ubald. Dans l'ouvrage Relation sommaire de la vie de Saint-Thiébaut publié en 1628 on y rapporte cette légende : le 16 mai 1160 mourut l'évêque Thiébaut ou Théobald, évêque de Gubbio, en Ombrie (ancienne délégation d'Urbin-el-Pesaro). Il laissait un serviteur originaire des Pays-Bas ou de Lorraine, témoin pendant de longues années des miracles accomplis par son maître, comme de ceux qui se produisirent à sa mort.
Cet homme, à qui le saint redevait des gages, qui savait que sa grande charité lui laissait peu d'espoir de les récupérer, voulut se dédommager en dérobant une relique sur le corps du saint évêque. L'affluence du peuple retardait l'enterrement ; le serviteur saisit une occasion favorable, se glissa sans être aperçu auprès du saint et lui enleva un morceau de peau du pouce. Il le cacha dans une bourse de pèlerin, et prit en toute hâte la route de son pays qu'il voulait enrichir de ce pieux trésor. Son chemin, en arrivant en Alsace, était de prendre par la vallée de la Thur pour passer en Lorraine. Cependant, avant de s'enfoncer dans ces gorges, il voulut se reposer à l'ombre d'un bois de sapins ; il planta son bourdon en terre à côté de lui, en l'appuyant contre un arbre et s'endormit.
Mais alors que, si loin de l'Italie, il se croyait assuré de jouir du fruit de son larcin, la volonté de Dieu et du saint se manifesta par un prodige ; au moment de se remettre en route, le voyageur ne peut retirer son bâton du sol.
Après maints efforts inutiles, il court au village voisin chercher de l'aide. Quelques habitants le suivent et ne réussissent pas davantage à ébranler le bourdon ; le bruit de cette merveille amène un grand concours de curieux. Pendant ce temps le seigneur ou comte du pays, à qui la tradition primitive donne le nom d'Engelhard, probablement parce qu'il habitait le château d'Engelbourg ou de Thann, qui domine l'entrée de la vallée, voyait du haut de son manoir une grande clarté jaillir à trois reprises de la cime d'un sapin. Il voulut s'assurer des causes de ce phénomène et trouva une foule de ses vassaux réunis autour d'un pèlerin.
Le comte Engelhard, frappé du saisissement de l'étranger, l'interpelle et lui fait avouer le larcin dont il s'était rendu coupable.En entendant ce récit, le comte et ses vassaux se jettent à genoux et, par une inspiration du ciel, le premier fait un vœu au nom de tous d'élever une chapelle sur cet emplacement pour y honorer la relique de Saint Thiébaut n'exigeait pas plus, car aussitôt le bourdon se détacha de l'arbre et le serviteur émerveillé reconnut avec tout le monde que la relique ne devait pas aller plus loin.
On se hâta d'accomplir le vœu ; la chapelle fut construite, et Dieu se plaisant à manifester chaque jour par de nouveaux miracles l'estime qu'il portait au saint évêque de Gubbio, l'affluence des fidèles des plus lointains pays permit d'élever une église autour de laquelle de nombreux habitants bâtirent une ville qui emprunta le nom de Thann à la forêt de sapins dont elle occupait l'emplacement.
Cette poétique légende ne prétend sans doute pas à une certitude historique absolue, et rien ne le prouve mieux que les diverses formes sous lesquelles on l'a successivement rédigée. Elle se trompe évidemment sur l'étymologie, car parmi les possessions dont l'évêque Wiederhold de Strasbourg enrichit l'abbaye d'Eschau, de 995 à 999, figure une manse avec quatre vignes sis dans la villa de Danne, et il y a apparence que dès les temps les plus reculés le château du comte Engelherd portait le même nom.

### Les comtes de Ferrette
Rien ne paraît mieux établi que la part attribuée par la légende aux comtes du pays, c'est-à-dire aux Ferrette, dans la fondation de Thann.
Le château de Thann était un des alleux de cette puissante famille, qui le posséda sans trouble jusqu'au moment où les crimes, dont elle se rendit coupable, couronnés par un parricide, emportèrent la confiscation de ce domaine au profit de l'empire. En 1234 Henri VII, roi des Romains, fit don à l'évêque Berthold de Strasbourg de tous ses droits sur le château de Thann, qu'il distingue déjà en château neuf et château vieux, et de toutes ses dépendances ; deux ans après, l'empereur Frédéric II renonça également en faveur de l'église de Strasbourg au vieux et au nouveau château de Thann, y compris le péage antique qui en relevait. Ce péage ainsi désigné en 1236, fait supposer l'existence d'une importante voie de communication à travers la vallée, fort antérieure à la translation de la relique. Les Ferrette eux-mêmes prêtèrent les mains à cet arrangement, et en 1251 le comte Ulric Ier - le parricide - résigna tous les droits sur le château de Thann et ses dépendances au profit de l'évêque Henri de Strasbourg, pour les reprendre aussitôt en fief. Vingt ans plus tard, Ulric Ier, du consentement de son fils Thiébaud, vendit à l'évêque Henri de Bâle le reste de ses possessions, y compris le village de Thann, séparé du château par la Thur, moyennant la somme de 380 marcs d'argent, et cette aliénation fut également suivie de la conversion des domaines achetés en fiefs en faveur des vendeurs.

### Thann entouré de murailles
Ce fut sous le règne du comte Thiébaud (1275-1340) que Thann parait avoir été entouré de ses premières murailles. Elle a été érigée en ville en 1290. Au moment de la formation des communes, sa situation lui donna une importance exceptionnelle, et rien ne le prouve mieux que les fréquents séjours qu'à partir de ce moment les Ferrette firent à Thann. De nombreux diplômes, au nom du comte Thiébaud, sont datés de ce lieu ; ce fut lui qui en 1297 fit don à des religieux franciscains du terrain où s'élevait encore avant la Révolution française un couvent de cet ordre, reconstruit au commencement du dernier XVIIe siècle et transformé ensuite en hôpital ; ce fut encore lui qui fonda en 1304, de concert avec « la communauté hongroise de la ville de Thann » une chapelle dédiée à saint Michel qui fut annexée à l'église paroissiale.

### La seigneurie de Thann
La seigneurie de Thann (1361), détenue par les comtes de Ferrette puis par les ducs de Habsbourg, possédait deux prévôtés (Burnhaupt-le-Bas et Traubach-le-Haut). D'elle ont dépendu 42 communes du Sundgau.

### Époque moderne
En décembre 1674, pendant la guerre de Hollande entre la France et le Saint-Empire romain germanique. les quartiers d’hiver des Impériaux se trouvaient à Turckheim. Or Turenne a réussi à les surprendre en les attaquant par la montagne. Il avait établi son camp sur les hauteurs de Thann, au lieu-dit dénommé aujourd'hui « Camp Turenne ». Son armée a longé la crête et, arrivée au-dessus du camp adverse le 5 janvier 1675, a délogé les ennemis lors de la bataille de Turckheim et les a forcés à franchir le Rhin.

### Époque contemporaine

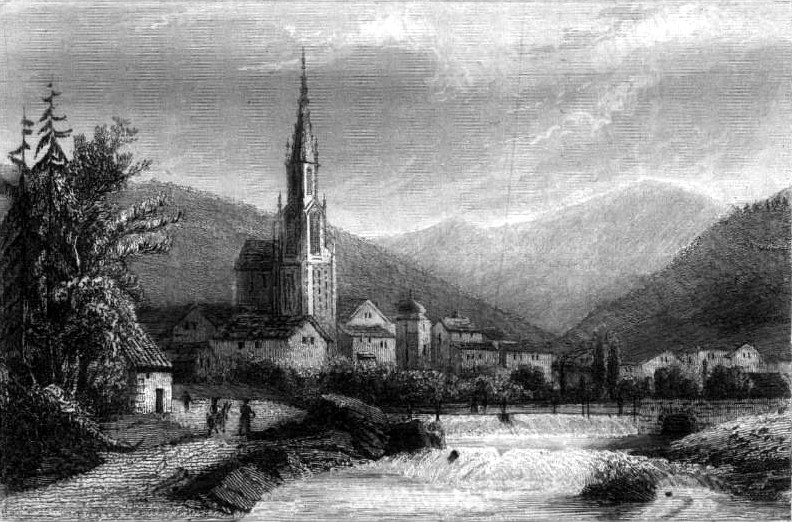
Gravure de Thann en 1838.

#### LaPremière Guerre mondiale

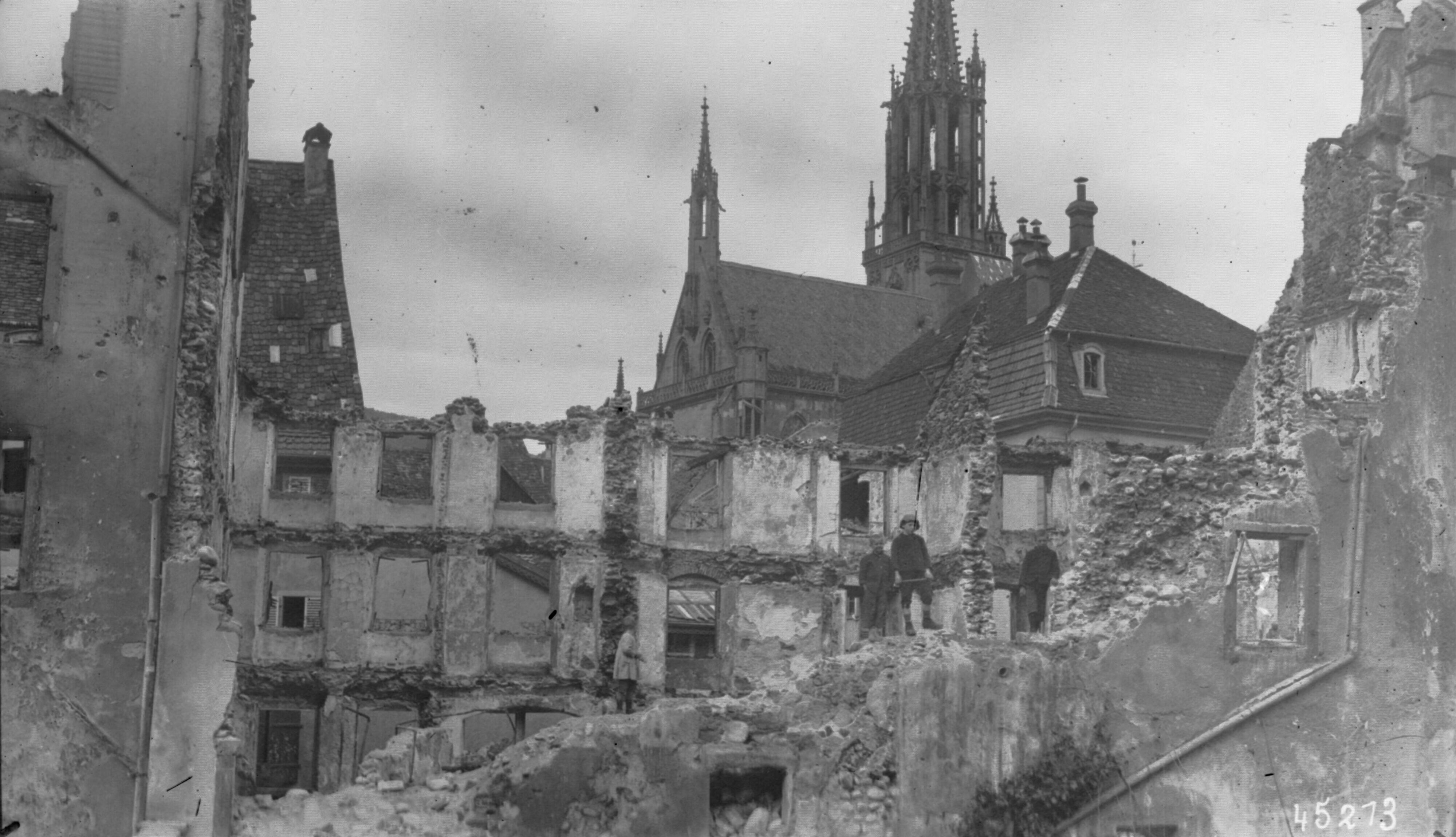
Bâtiments bombardés (1915).

La ville eut à souffrir de ce conflit et le peintre officiel aux armées, François Flameng, immortalisa les douloureux événements de ce conflit dont l'éclatement d'une bombe près de l'église. Ces nombreux croquis et dessins parurent dans la revue L'Illustration.
Au moment de la déclaration de la guerre, le 1er août 1914, toute l'Alsace était allemande. Dès le 7 août, Thann fut prise par les troupes françaises. Alors que les combats faisaient rage en 1915 au Hartmannswillerkopf, à 9 km, en direction de Soultz, et qu'il fallut attendre quatre ans pour que la totalité de l'Alsace redevienne française, toute la région allant de Saint-Amarin à Dannemarie ne fut jamais reprise. Le maréchal Joffre se rendit plusieurs fois à Thann qui était devenue la capitale de l'Alsace française. La frontière se stabilisa entre Vieux-Thann et Cernay. Aspach-le-Haut était tenue par les Français, tandis qu'Aspach-le-Bas, où passait une voie ferrée, resta aux mains des Allemands (septembre 1914), coupant tout passage en plaine à l'abri de l'occupant. C'est pourquoi fut construite, jusqu'à la fin de 1914, la route reliant les vallées de la Doller et de la Thur, permettant une jonction entre Thann et Masevaux en évitant le secteur contrôlé par l'ennemi. Cette route est aujourd'hui la route Joffre (route départementale 14 bis IV).

#### Quelques événements thannois mémorables
- 16 mars 1981[42] : plasticage criminel de la croix de Lorraine du Staufen[43], par un groupuscule autonomiste, les « Loups Noirs ».
- 20 septembre 1981 : second plasticage de la croix de Lorraine du Staufen[44].
- Guerre 1939-1945 : les personnes nées à Thann déportées[45].

## Politique et administration
En 2010, la commune de Thann a été récompensée par le label « Ville Internet @@@ ».
La ville est également récompensée par le label de qualité de vie « Villes et villages fleuris » (trois fleurs).

### Finances locales
Cette sous-section présente la situation des finances communales de Thann.
Pour l'exercice 2013, le compte administratif du budget municipal de Thann s'établit à  11 044 000 € en dépenses et 11 836 000 € en recettes :
En 2013, la section de fonctionnement se répartit en 8 143 000 €  de charges (1 005 € par habitant) pour 8 646 000 € de produits (1 068 € par habitant), soit un solde de 504 000 € (62 € par habitant), :
- le principal pôle de dépenses de fonctionnement est celui des charges de personnels[Note 8] pour un montant de 3 485 000 € (43 %), soit 430 € par habitant, ratio inférieur de 16 % à la valeur moyenne pour les communes de la même strate (513 € par habitant). Sur les 5 dernières années, ce ratio fluctue et présente un minimum de 423 € par habitant en 2009 et un maximum de 432 € par habitant en 2012 ;
- la plus grande part des recettes est constituée des impôts locaux[Note 9] pour une valeur de 2 752 000 € (32 %), soit 340 € par habitant, ratio inférieur de 24 % à la valeur moyenne pour les communes de la même strate (448 € par habitant). Sur la période 2009 - 2013, ce ratio fluctue et présente un minimum de 340 € par habitant en 2013 et un maximum de 500 € par habitant en 2012.

Les taux des taxes ci-dessous sont votés par la municipalité de Thann. Ils ont varié de la façon suivante par rapport à 2012 :
- la taxe d'habitation très inférieure (-30 %) 17,56 % ;
- la taxe foncière sur le bâti sans variation 12,71 % ;
- celle sur le non bâti constante 80,52 %.

La section investissement se répartit en emplois et ressources. Pour 2013, les emplois comprennent par ordre d'importance :
- des dépenses d'équipement[Note 11] pour une valeur de 2 037 000 € (70 %), soit 252 € par habitant, ratio inférieur de 35 % à la valeur moyenne pour les communes de la même strate (385 € par habitant). Sur la période 2009 - 2013, ce ratio fluctue et présente un minimum de 252 € par habitant en 2013 et un maximum de 468 € par habitant en 2011 ;
- des remboursements d'emprunts[Note 12] pour une valeur de 860 000 € (30 %), soit 106 € par habitant, ratio supérieur de 34 % à la valeur moyenne pour les communes de la même strate (79 € par habitant).

Les ressources en investissement de Thann se répartissent principalement en :
- nouvelles dettes pour une somme de 1 028 000 € (32 %), soit 127 € par habitant, ratio supérieur de 59 % à la valeur moyenne pour les communes de la même strate (80 € par habitant). En partant de 2009 et jusqu'à 2013, ce ratio fluctue et présente un minimum de 86 € par habitant en 2012 et un maximum de 250 € par habitant en 2011 ;
- subventions reçues pour une valeur totale de 709 000 € (22 %), soit 88 € par habitant, ratio supérieur de 26 % à la valeur moyenne pour les communes de la même strate (70 € par habitant).

L'endettement de Thann au 31 décembre 2013 peut s'évaluer à partir de trois critères : l'encours de la dette, l'annuité de la dette et sa capacité de désendettement :
- l'encours de la dette pour une valeur totale de 8 203 000 €, soit 1 013 € par habitant, ratio supérieur de 15 % à la valeur moyenne pour les communes de la même strate (881 € par habitant). Sur la période 2009 - 2013, ce ratio fluctue et présente un minimum de 822 € par habitant en 2009 et un maximum de 1 013 € par habitant en 2013[A2 5] ;
- l'annuité de la dette pour une valeur totale de 1 085 000 €, soit 134 € par habitant, ratio supérieur de 20 % à la valeur moyenne pour les communes de la même strate (112 € par habitant). Sur la période 2009 - 2013, ce ratio augmente de façon continue de 108 € à 134 € par habitant[A2 5] ;
- la capacité d'autofinancement (CAF) pour une somme de 934 000 €, soit 115 € par habitant, ratio inférieur de 36 % à la valeur moyenne pour les communes de la même strate (181 € par habitant). Sur la période 2009 - 2013, ce ratio fluctue et présente un minimum de 115 € par habitant en 2013 et un maximum de 165 € par habitant en 2011[A2 6]. La capacité de désendettement est d'environ 8 années en 2013. Sur une période de 14 années, ce ratio est constant (autour de 6.0 ans).

### Budget et fiscalité 2023
En 2023, le budget de la commune était constitué ainsi :
- total des produits de fonctionnement : 9 753 000 €, soit 1 207 € par habitant ;
- total des charges de fonctionnement : 8 100 000 €, soit 1 021 € par habitant ;
- total des ressources d’investissement : 3 019 000 €, soit 381 € par habitant ;
- total des emplois d’investissement : 3 272 000 €, soit 413 € par habitant.
- endettement : 5 889 000 €, soit 742 € par habitant.

Avec les taux de fiscalité suivants :
- taxe d’habitation : 12,41 % ;
- taxe foncière sur les propriétés bâties : 27,00 % ;
- taxe foncière sur les propriétés non bâties : 84,58 % ;
- taxe additionnelle à la taxe foncière sur les propriétés non bâties : 0,00 % ;
- cotisation foncière des entreprises : 0,00 %.

Chiffres clés Revenus et pauvreté des ménages en 2021 : médiane en 2021 du revenu disponible, par unité de consommation : 220 500 €.

### Édifices publics
- La sous-préfecture située au bas du quartier résidentiel du Steinby, en bordure du Parc Albert Ier.
- Un poste de police municipal occupe l'ancien octroi de la ville contigu à l'hôtel de ville.
- Une compagnie de gendarmerie est implantée avenue de Gubbio.
- Une caserne de pompiers est située rue du 7 août. Il est peint sur la façade de celle-ci une très belle fresque réalisée par Christian Ziebold, peintre local, représentant une carte avec les chemins pédestres de la région.
- Le tribunal d'instance sis rue Saint-Jacques.
- Hôtel des impôts et trésorerie (regroupés avec ceux de Cernay).
- Centre hospitalier Saint-Jacques (192 lits) rue Saint-Jacques.
- Gare SNCF. Arrêts Thann Saint-Jacques, Thann-Centre, Vieux-Thann et Vieux-Thann-ZI.
- Poste rue du Général-De-Gaulle, un second bureau se situe à Vieux-Thann. Un centre de distribution courrier se situe dans la zone industrielle inter-communautaire.

### Sous-préfecture

Chef-lieu de l'arrondissement de Thann-Guebwiller.

Avant 1871, Belfort était le chef-lieu d'un arrondissement du département du Haut-Rhin dont Thann était un des chefs-lieux de canton.
La guerre franco-prussienne de 1870 détacha de la France une partie de l'Alsace et de la Lorraine au profit de la Prusse, qui devint l'empire allemand, à la suite de la défaite française. Le territoire des deux départements lorrains Meurthe et Moselle demeurés à la France allaient constituer à partir de 1871 le département de Meurthe-et-Moselle et celui du département alsacien du Haut-Rhin allait être renommé officiellement en 1922 le Territoire de Belfort.
L'arrondissement de Thann fut créé au lendemain de la guerre de 1870 par « Proclamation Préfectorale » du 2 février 1871.
Après le retour à la France de l'Alsace-Lorraine, l'arrondissement de Thann fut confirmé en 1919 comme l'un des 6 arrondissements du Haut-Rhin et resta inchangé jusqu'au 31 décembre 2014.
Le 1er janvier 2015, l'arrondissement a été agrandi à la suite du rattachement de celui de Guebwiller, moins quelques communes détachées au profit de ceux de Mulhouse ou d'Altkirch.

### Jumelages
- Gubbio (Italie) depuis 1958 ;
- Tonneins (France) depuis le 27 juin 1997 ;
- Bafia (Cameroun).

### Pacte d'amitié
- Sigmaringen (Allemagne) depuis 1969.

## Population et société

### Démographie

#### Évolution démographique
Les habitants de Thann sont appelés les Thannois.
Le nombre d'inscrits sur la liste électorale est de 5 235 personnes en 2007. Il était de 5 070 en 2002.
L'évolution du nombre d'habitants est connue à travers les recensements de la population effectués dans la commune depuis 1793. Pour les communes de moins de 10 000 habitants, une enquête de recensement portant sur toute la population est réalisée tous les cinq ans, les populations de référence des années intermédiaires étant quant à elles estimées par interpolation ou extrapolation. Pour la commune, le premier recensement exhaustif entrant dans le cadre du nouveau dispositif a été réalisé en 2008.

En 2022, la commune comptait 7 769 habitants, en évolution de −0,88 % par rapport à 2016 (Haut-Rhin : +0,66 %, France hors Mayotte : +2,11 %).
| 1793  | 1800  | 1806  | 1821  | 1831  | 1836  | 1841  | 1846  | 1851  |
| ----- | ----- | ----- | ----- | ----- | ----- | ----- | ----- | ----- |
| 3 605 | 4 186 | 3 989 | 3 992 | 5 937 | 5 086 | 5 742 | 5 872 | 5 964 |

| 1856  | 1861  | 1866  | 1871  | 1875  | 1880  | 1885  | 1890  | 1895  |
| ----- | ----- | ----- | ----- | ----- | ----- | ----- | ----- | ----- |
| 8 071 | 8 854 | 8 154 | 8 066 | 7 544 | 7 535 | 7 464 | 7 425 | 7 537 |

| 1900  | 1905  | 1910  | 1921  | 1926  | 1931  | 1936  | 1946  | 1954  |
| ----- | ----- | ----- | ----- | ----- | ----- | ----- | ----- | ----- |
| 7 618 | 7 901 | 7 413 | 6 103 | 6 623 | 6 557 | 6 455 | 6 017 | 6 473 |

| 1962  | 1968  | 1975  | 1982  | 1990  | 1999  | 2006  | 2008  | 2013  |
| ----- | ----- | ----- | ----- | ----- | ----- | ----- | ----- | ----- |
| 7 736 | 8 318 | 8 519 | 7 788 | 7 751 | 8 033 | 7 981 | 7 964 | 7 933 |

| 2018  | 2022  | - | - | - | - | - | - | - |
| ----- | ----- | - | - | - | - | - | - | - |
| 7 721 | 7 769 | - | - | - | - | - | - | - |

### Enseignement

#### Deux écoles maternelles
- École du Blosen, située 68 rue Clemenceau 68800 Thann

Effectif : 188 élèves répartis dans 5 classes
- École du Kattenbach, située 2 rue du Vignoble 68800 Thann

Effectif : 81 élèves répartis dans 3 classes

#### Deux école primaires
- Ecole du Blosen, située 68 rue Clemenceau 68800 Thann

Effectif : 184 élèves répartis dans 8 classes
- École du Bungert, située Place du Bungert 68800 Thann

Effectif : 194 élèves répartis dans 9 classes
- École du Steinby, située 11 rue du Steinby 68800 Thann

L'École du Steinby est fermé depuis la fin de l'année scolaire 2023.

#### Deux collèges
- Collège Faesch, situé 7 place Joffre 68800 Thann

Effectif : 348 élèves
- Collège Walch, situé 14 rue Jean Flory 68800 Thann

Effectif : 615 élèves

#### Deux lycées
- Lycée d'enseignement général et technologique Scheurer Kestner, situé 1 rue Moschenross 68800 Thann

Effectif : 939 élèves
- Lycée d'enseignement technologique et CFA Charles Pointet, situé 5 rue des Tirailleurs Marocains 68800 Thann

Effectif : 495 élèves

### Le centre socio-culturel
Le centre socio-culturel propose des solutions de gardes d’enfants :
- le multi-accueil Les Marmousets accueille les petits de 10 semaines à 4 ans ;
- le service périscolaire est proposé pour les enfants des écoles maternelles et primaires de Thann et de ses communies voisines Leimbach, Rammersmatt et Roderen ;
- le centre socio-culturel propose aussi un accueil pour les jeunes de 11 à 18 ans.

## Économie

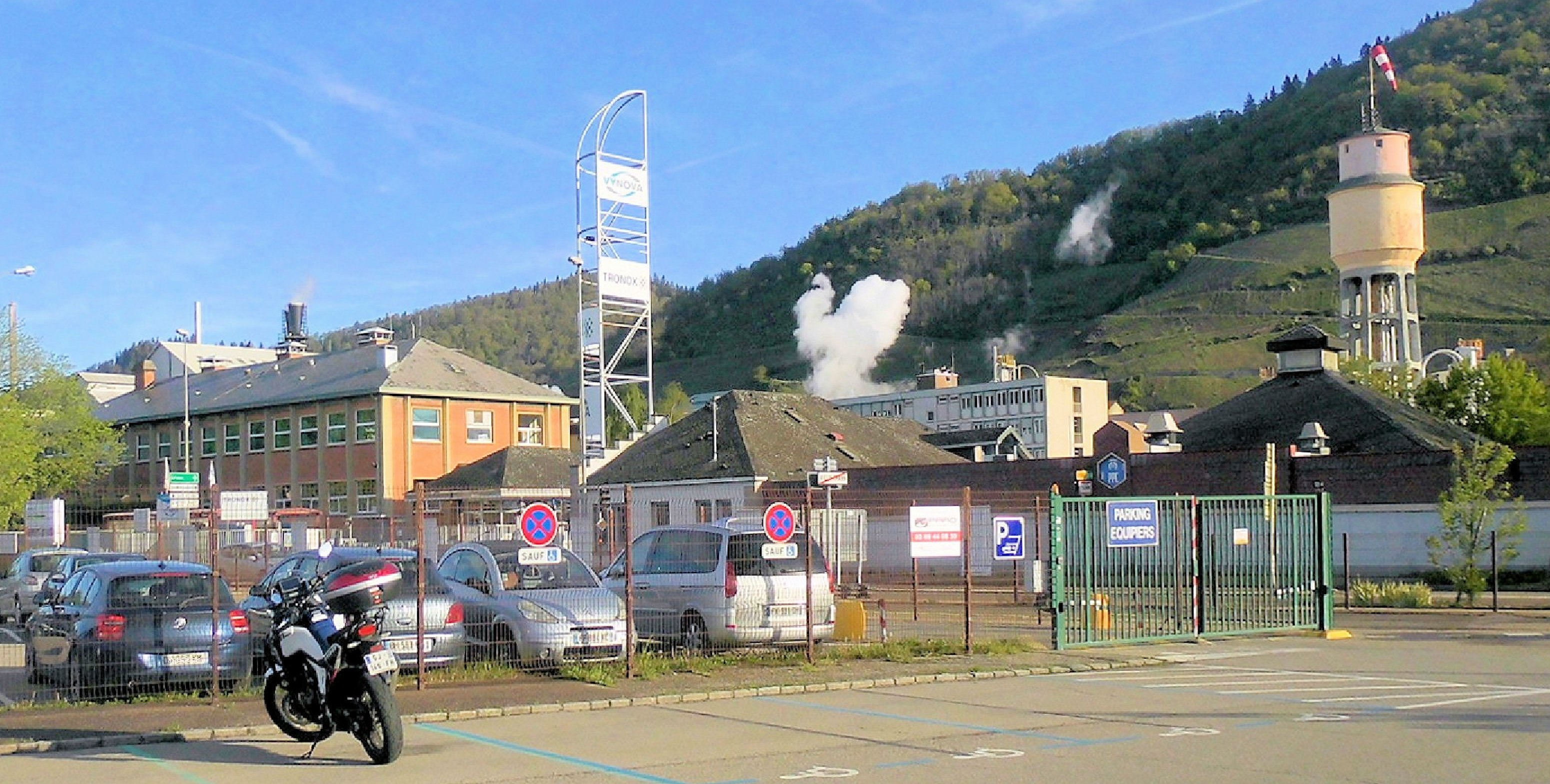
L'usine chimique des sociétés Tronox et Vynova

- Industrie chimique (Thann et Vieux-Thann), 
  - dont l'usine Potasse et Produits Chimiques (PPC), 210 p. (groupe allemand ICIG International Chemical Investors Group)[68] [cette usine existe depuis 1808 ; un ouvrage d'histoire industrielle lui a été consacré en 1991]
  - dont l'usine Thann et Mulhouse (puis Rhône-Poulenc aujourd'hui Tronox)[69] [cette usine a été la première au monde à avoir produit du TiO2 (oxyde de titane) en 1922]
- Industries textiles (ayant subi le déclin lié à la crise du XXe siècle, ce secteur se maintient désormais sur une base artisanale nouvelle) ;
- Biens d'équipement ;
- Imprimerie industrielle ;
- Éco-industries ;
- Travaux Publics ;
- Viticulture (coteaux étagés du grand cru Rangen 340/466 m).

Espaces accueillant les activités économiques :
- une zone industrielle ;
- une zone industrielle intercommunautaire ;
- un parc d'activités intercommunautaire.

## Culture locale et patrimoine

### Lieux et monuments

#### Patrimoine religieux
- Collégiale Saint-Thiébaut[70],

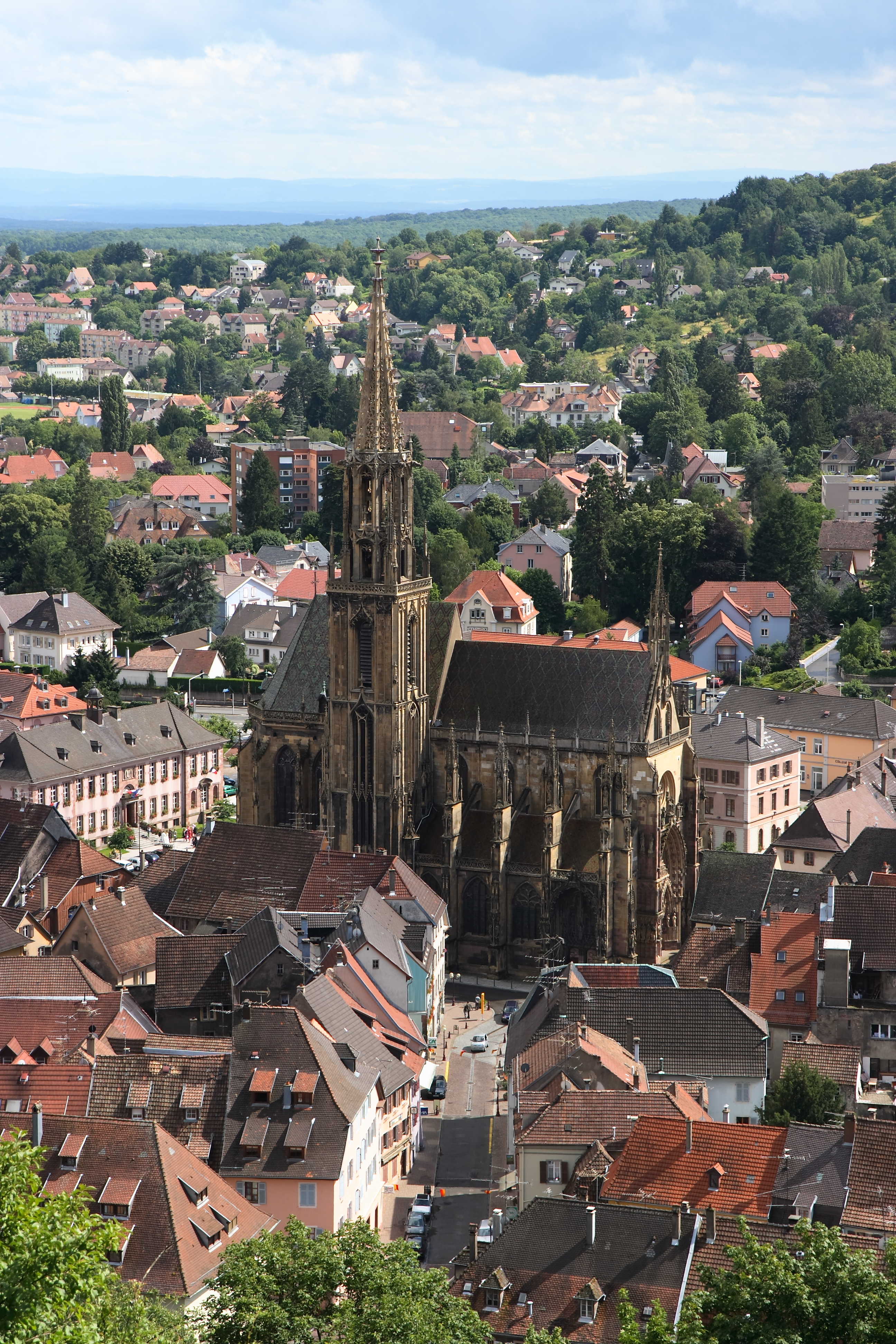
La collégiale de Thann, depuis le château d'Engelbourg.

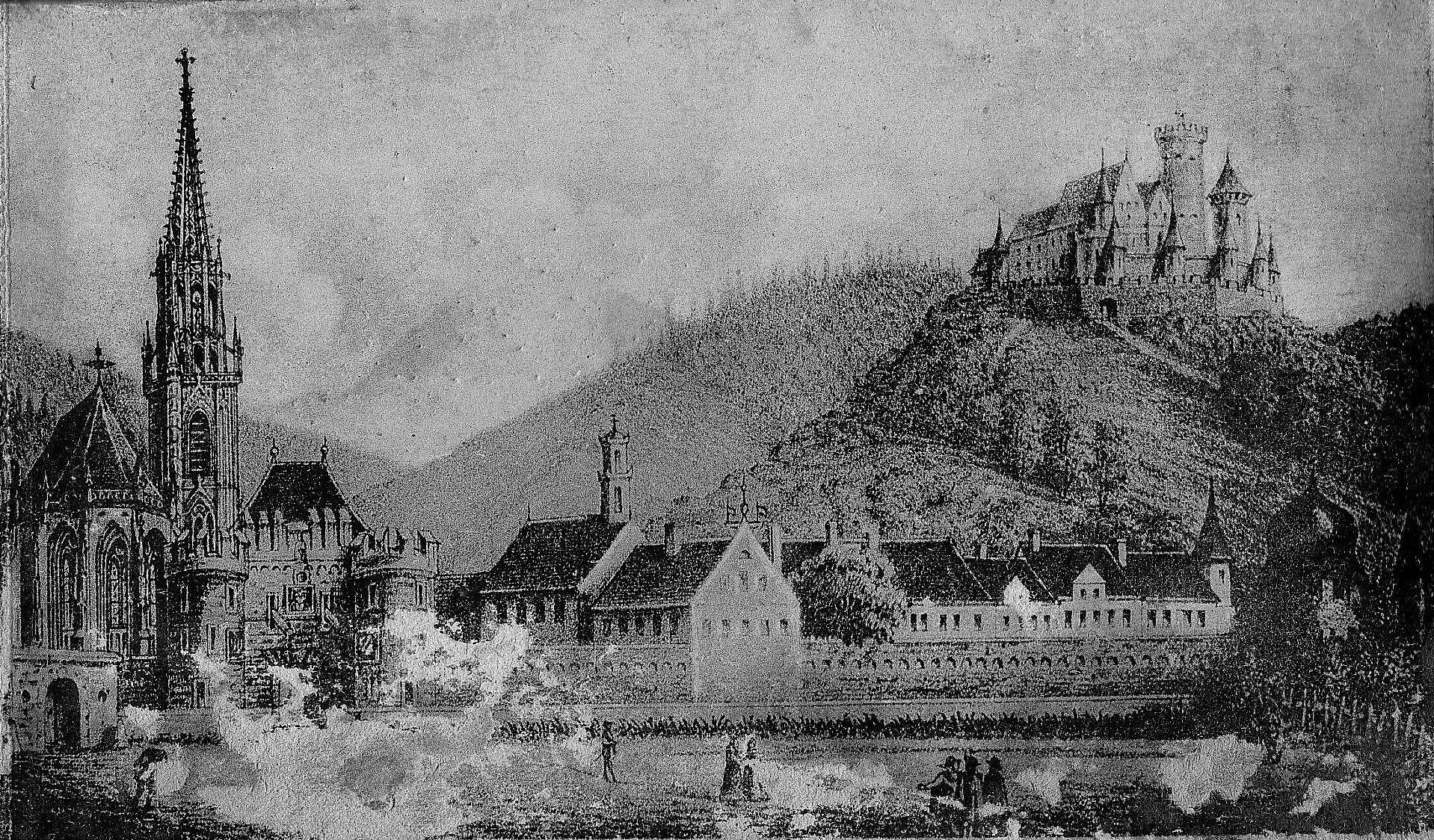
Vue de Thann en l'an 1600, avec l'Engelbourg encore debout.

Principalement de style gothique flamboyant, c'est la plus belle représentation gothique d'Alsace après la cathédrale de Strasbourg. Plus précisément, on retrouve sur cet édifice les trois styles gothiques (primitif, rayonnant et flamboyant) s'étalant de la fin du XIIIe siècle au début du XVIe siècle.
Elle représente un bel exemple de style gothique rhénan, visible à Strasbourg ou à Fribourg-en-Brisgau, caractérisé notamment par une flèche dentelée et élancée. Celle de Thann, réalisée par l'architecte Rémy Faesch, mesure 78,14 m, sa base étant tout d'abord carrée, sa partie intermédiaire octogonale. Le portail à trois tympans est unique en France.
Une fondation adossée à la Fondation de France, la fondation pour la sauvegarde de la Collégiale de Thann a pour but de mettre en valeur la Collégiale et plus généralement l'art gothique rhénan.
Une association, l'Association des Amis de la Collégiale a pour but notamment d'organiser un centre de documentation à l'usage des étudiants et des chercheurs sur l'édifice.
Le grand orgue est de Martin Rinckenbach (1888), reconstruit par Michel Gaillard en 2001,. Une association, l'Association pour le rayonnement et l'animation des orgues de la collégiale de Thann (AROC) a été créée alors que l'instrument vieillissant et essoufflé nécessitait une rénovation, une conséquence des deux guerres mondiales.
Elle a pour ambition notamment de mettre en valeur l'instrument, elle organise des concerts, invite des organistes de renom français et d'autres pays d'Europe ou des ensembles harmoniques accompagnés par l'orgue.
Dans le chœur de la collégiale se trouvent plusieurs tableaux du peintre François Hillenweck (voir aussi famille Hillenweck).
À l'extérieur, la douzaine de grandes statues de saints est l’œuvre du sculpteur Karl Hils.

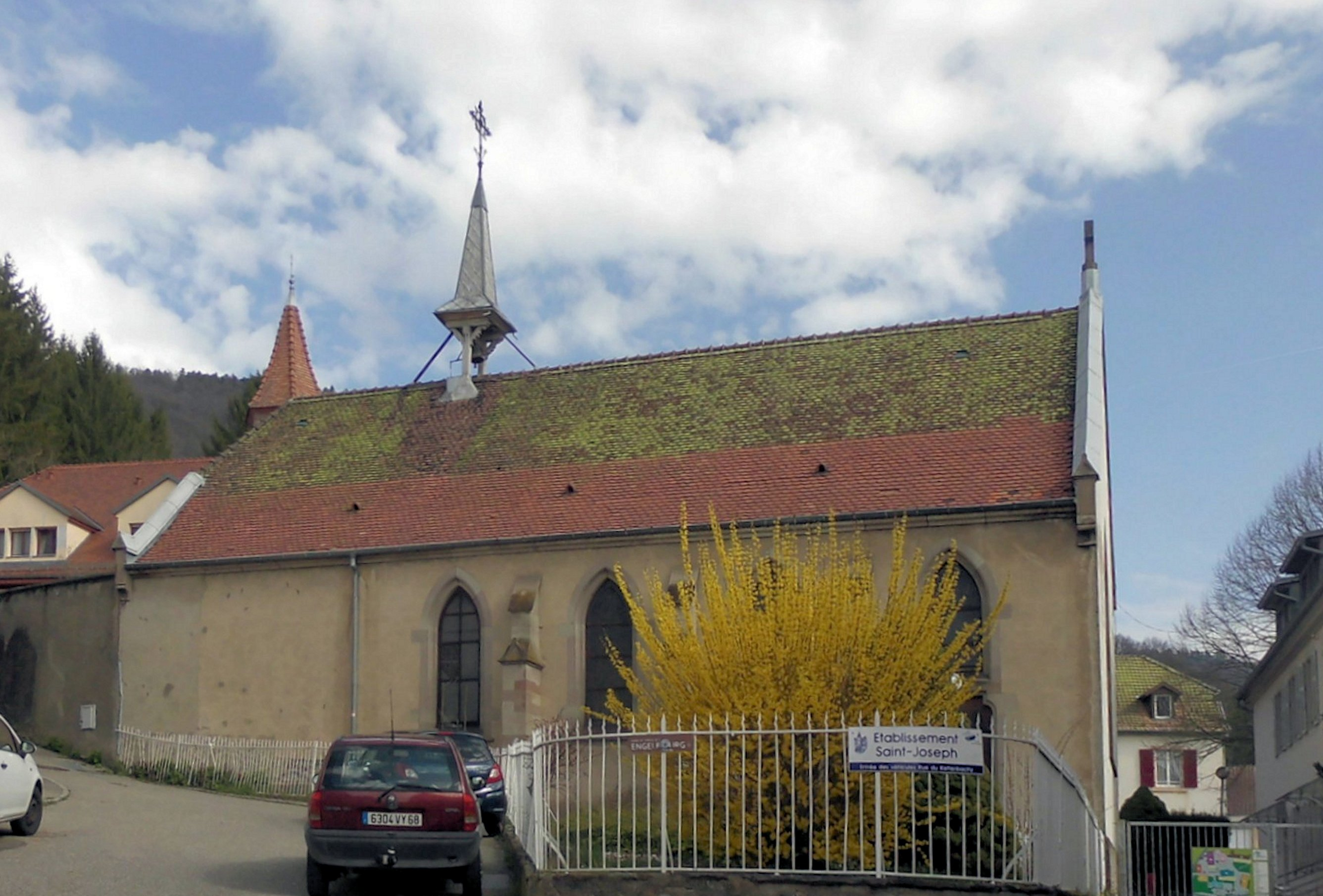
La chapelle de l’établissement Saint-Joseph.
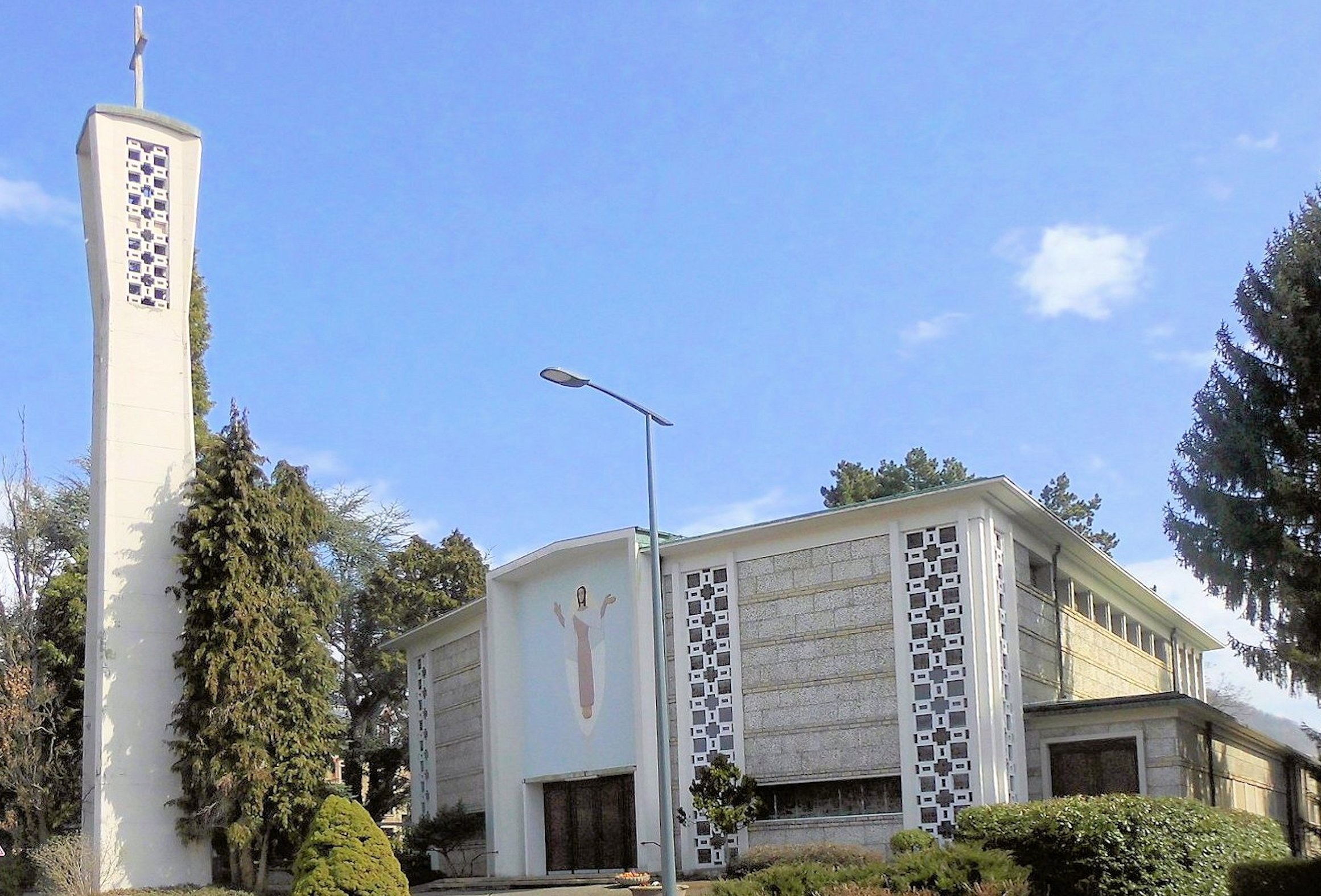
L'église Saint-Pie X.
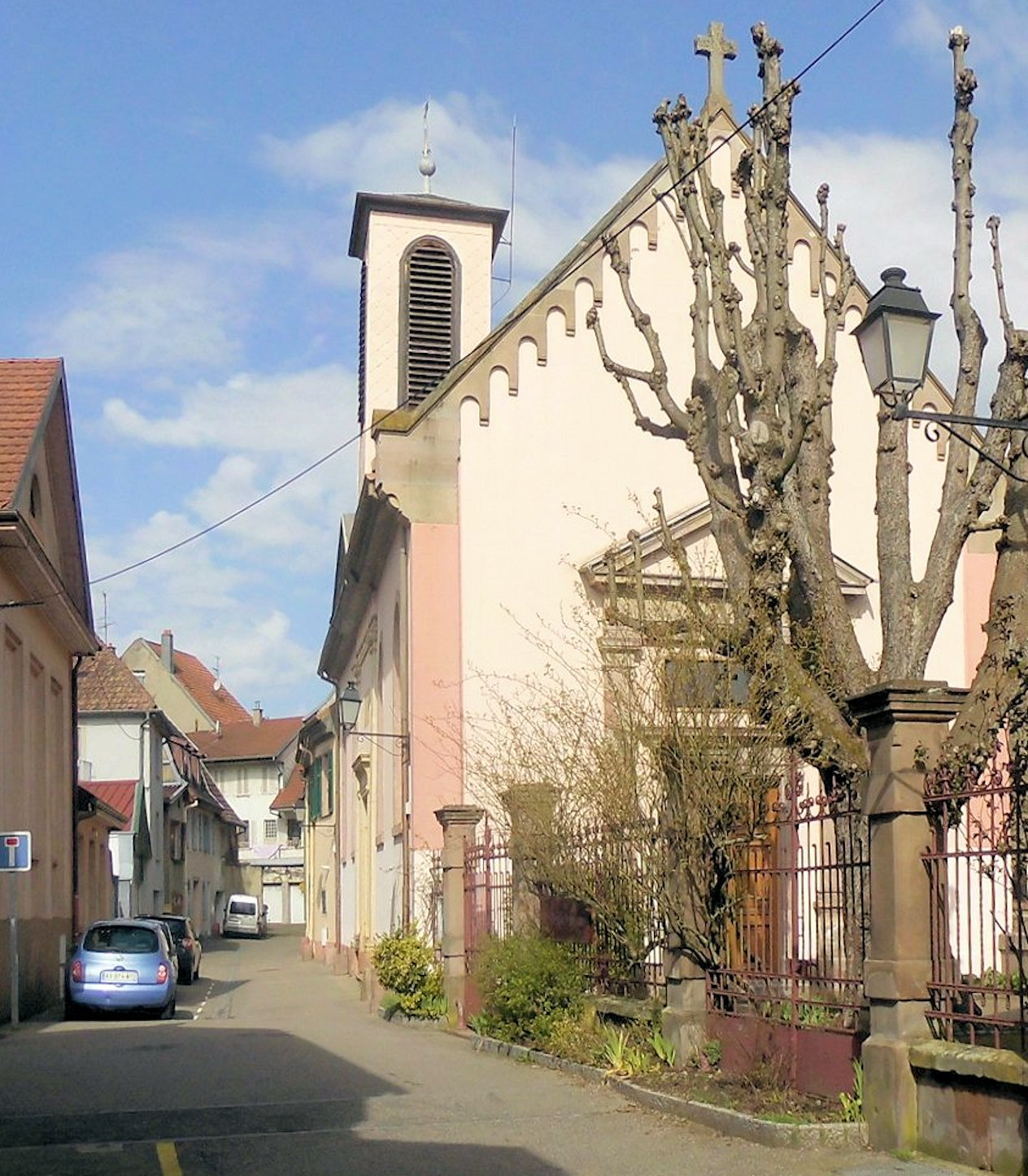
Temple protestant.

- Temple[73],[74] de 1836 avec un remarquable campanile, ses estampes et son orgue[75],[76],[77],[78],[79],[80].

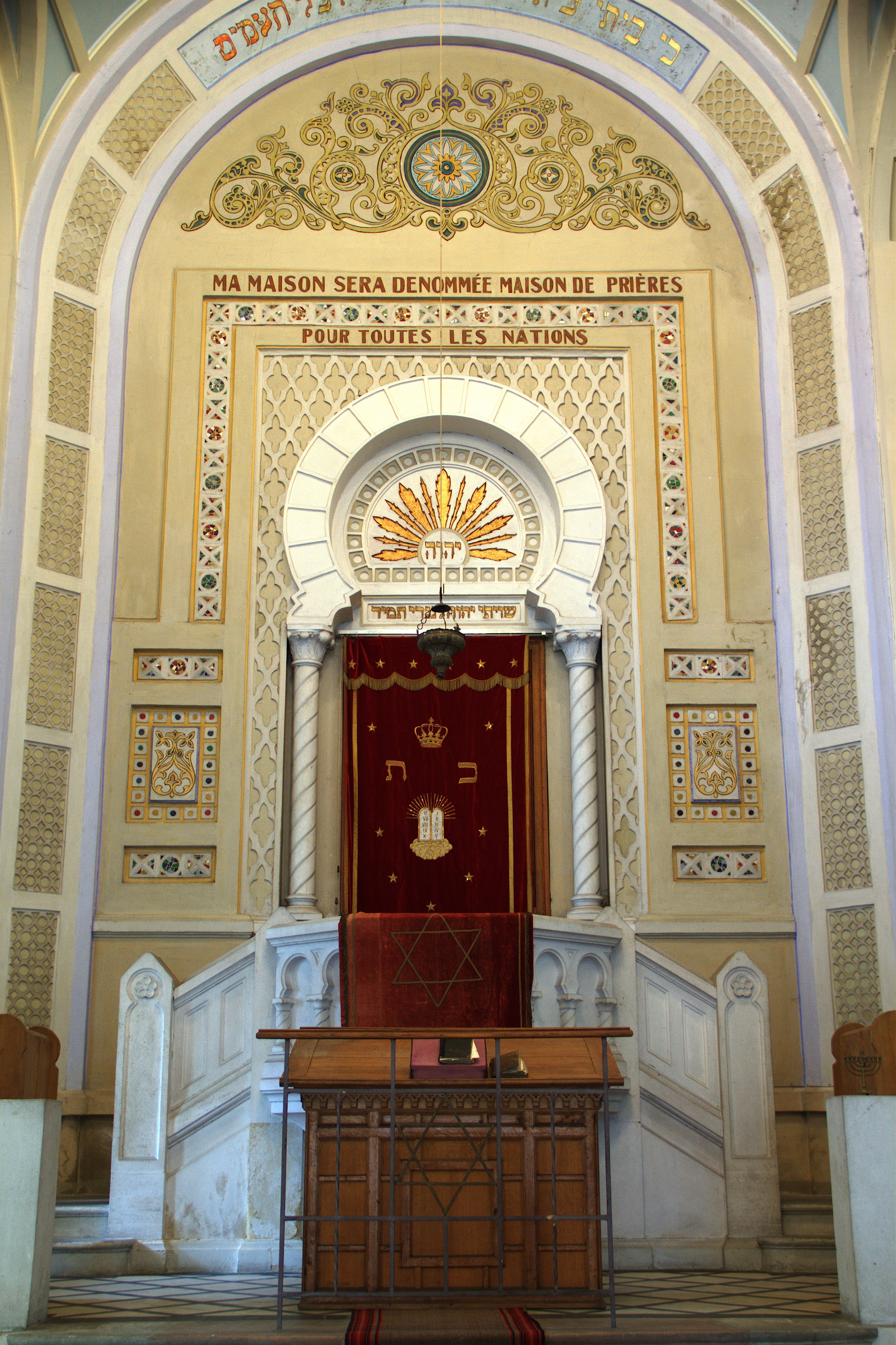
Synagogue.

- Synagogue (seconde moitié du (XIXe siècle), 5,rue de l'Étang[81] inaugurée en 1862, adoptant le style néo-byzantin[82].
- Ancien couvent des Franciscains (XVIII-XIXe siècle) qui était situé hors les murs[83]. Abrite depuis le XIXe siècle l'origine de l'hôpital devenu centre hospitalier Saint-Jacques après des extensions successives du XXe siècle. L'entrée emprunte l'ancien cloître qui se distingue parfaitement.
- Église Saint-Pie X (1961) et son orgue[84].
- La chapelle Saint-Urbain située au milieu des vignes du Rangen[85].

#### Lieux de mémoire
- Monuments commémoratifs[86],[87],[88]: monument aux Morts place de la République, plaque commémorative de la synagogue dans la synagogue, plaque commémorative de la 1re Armée Française sur le mur de la mairie, monument commémoratif de la 66e division de Chasseurs place de la République, plaque commémorative du 133e R.I., plaque commémorative des Malgré-Nous, monument commémoratif rue Marsilly, Monument commémoratif 1939-1945 rue du Rangen, plaque commémorative 1914-1918 au centre du carré militaire, stèle commémorative maréchal De Lattre de Tassigny place de Lattre de Tassigny, carré militaire au centre du cimetière communal.
- Monument de la résistance alsacienne situé sur la colline du Staufen (492 m d'altitude), dominant la plaine, dont la première pierre a été posée le 1er août 1948 par le général De Gaulle[89]. Cette croix de Lorraine de 12 m de haut n'était pas lumineuse à l'origine. Tout d'abord en béton armé, elle est désormais en acier dont les caissons renferment un dispositif d'éclairage visible depuis la région mulhousienne.
- Monument du sous-lieutenant Chardon 15e BCP[90],[91]. Un monument a été érigé en leur honneur au sommet du Grand Ballon.
- Cimetière catholique.
- Arbre des Justes, arbre de Judée blanc, planté le 29 septembre 2013 sur le parvis de la synagogue en l'honneur de Mgr Pierre Bockel[92] et l'abbé Jean Flory[93]. Ils ont été admis parmi les 4 281 Justes parmi les nations de France[94] pour avoir sauvé des personnes juives persécutées par le régime nazi et le gouvernement de Vichy.
- Croix du Rangen (505 m d'altitude), haute de 9 m, est une donation d’un chanoine, qui fut « grand bienfaiteur de l’orphelinat Saint-Joseph », et qui devait avoir une belle fortune. L’histoire dit que, de sa fenêtre, il avait une belle vue sur ce piton rocheux, ce qui lui donna l’idée d’y faire ériger une croix. Laquelle fut construite entre 1900 et 1903 par la fonderie de fer Keim et Bernhard ; il fallut quatre bœufs pour la monter, en pièces détachées, jusqu’au Rangen.

#### Patrimoine civil et militaire
- Château d'Engelbourg[95],[96], ancien château fort détruit sur ordre de Louis XIV après le rattachement de l'Alsace à la France (traités de Westphalie), aujourd'hui appelé « Œil de la Sorcière », en référence au tronçon du donjon resté en équilibre horizontal et visible de loin (à la suite des traités de Westphalie la frontière avait été repoussée des Vosges sur le Rhin et ce château n'avait plus d'intérêt stratégique. Louis XIV ordonna alors le démantèlement du château de l'Engelbourg en février 1673. Le travail fut confié à l'intendant Poncet de la Rivière, qui le fit exécuter par des mineurs de Giromagny. Après plusieurs tentatives, la grosse tour du donjon se souleva, se brisa en plusieurs parties ; l'une d'entre elles retomba pour former « l'œil de la sorcière » toujours en place et qui témoigne de la cohésion de certains mortiers à la fin du Moyen Âge[97].
- La tour des sorcières (XIVe siècle) marque l'extrémité sud de la route des vins d'Alsace et le début du sentier viticole du Rangen qui permet une promenade de deux heures dans le vignoble.
- Tour des cigognes (XIIIe siècle).
- Ancien château de Marsilly (XVIe-XVIIe siècle)[98].
- Hôtel de ville (fin XVIIIe siècle) dont les plans ont été fournis par Jean-Baptiste Kléber en 1787. D'abord destiné à remplacer l'hôpital Saint-Erhard[99], jugé vétuste, la construction a commencé en 1788. Avant la fin de sa réalisation, il fut décidé d'y installer l'hôtel de ville. Les travaux du gros œuvre ont été terminés en 1793. L'aménagement a été confié à G.I. Ritter en 1795[100].
- Musée de Thann[101] dans l'ancienne halle aux blés construite en 1519 par Maître Rémy Faesch.
- Gare SNCF (1839 remaniée pour agrandissement par la suite) située sur la ligne Mulhouse - Kruth. Le premier tronçon de cette ligne de chemin de fer qui allait tout d'abord de Mulhouse à Thann avait été construite pour desservir l'usine chimique de Thann. Cette ligne était à l'époque la première voie de chemin de fer d'Alsace et la troisième de France après Saint-Étienne - Andrézieux et Paris - Saint-Germain.
- Bâtiment abritant la sous-préfecture datant de 1908 construit dans un nouveau quartier, au bord du Steinbyruntz.
- Parc Albert 1er (du nom du roi-chevalier de Belgique)[102]. La surface de ce parc était à l'origine un terrain vague situé au bas du vallon du Steinby. En 1923, il a été aménagé pour accueillir l'exposition industrielle et commerciale du 5 mai au 1er juillet 1923. La partie centrale du parc est aménagée à la française. En son centre, une statue datant d'environ 1933 et représentant le buste d'Auguste Scheurer-Kestner (1833 -1899) est visible.

Capture d'écran du film Jules et Jim montrant la place des vignerons à Thann

- Capture d'écran du film Jules et Jim montrant la place des vignerons à ThannLe film Jules et Jim (1962) de François Truffaut a été tourné en grande partie dans un chalet situé au Molkenrain, en montagne à 16 km de Thann. Quelques images de ce film montrent la place des Vignerons à Thann.

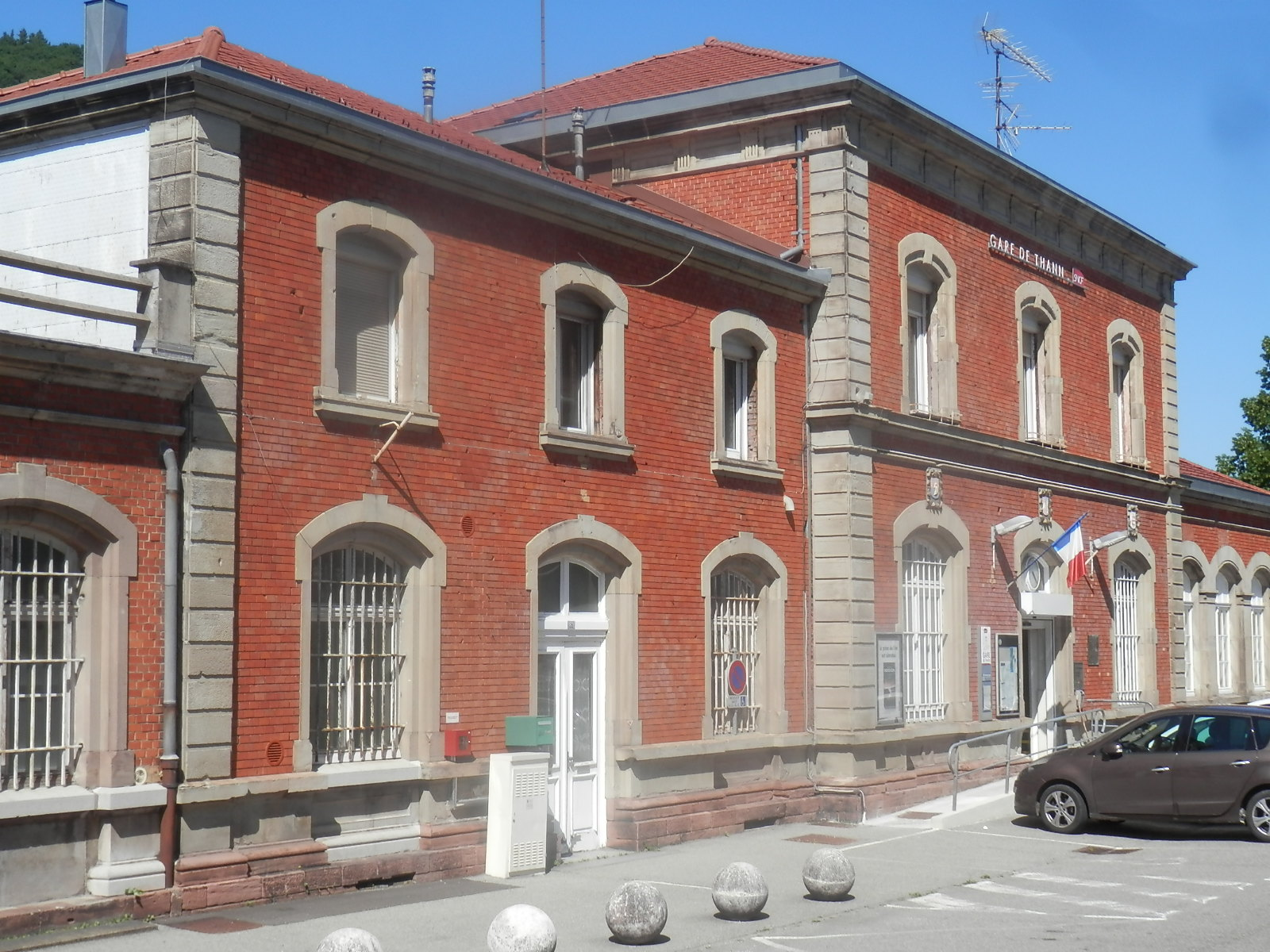
Façade côté ville de la gare.
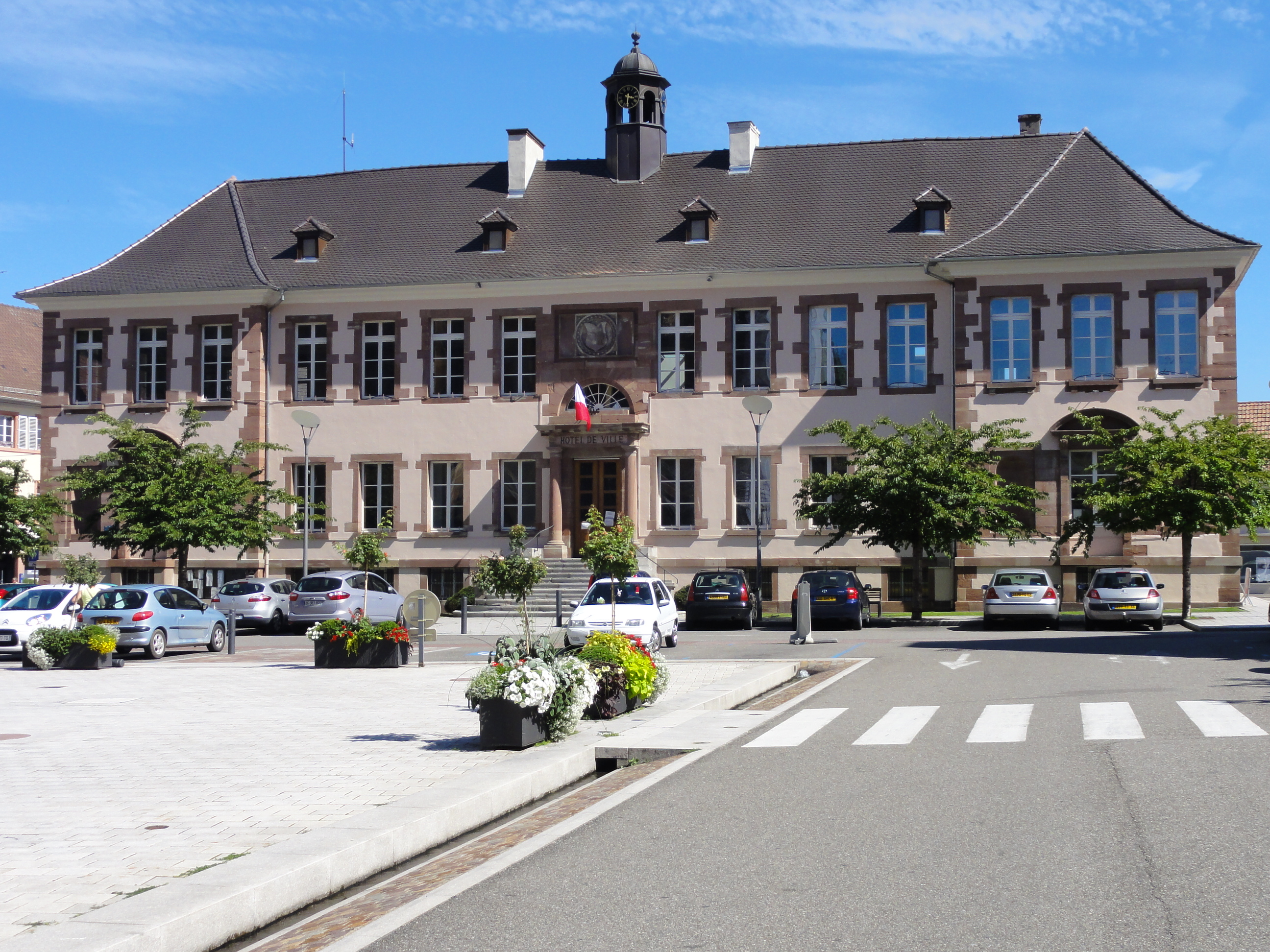
L'hôtel de ville.
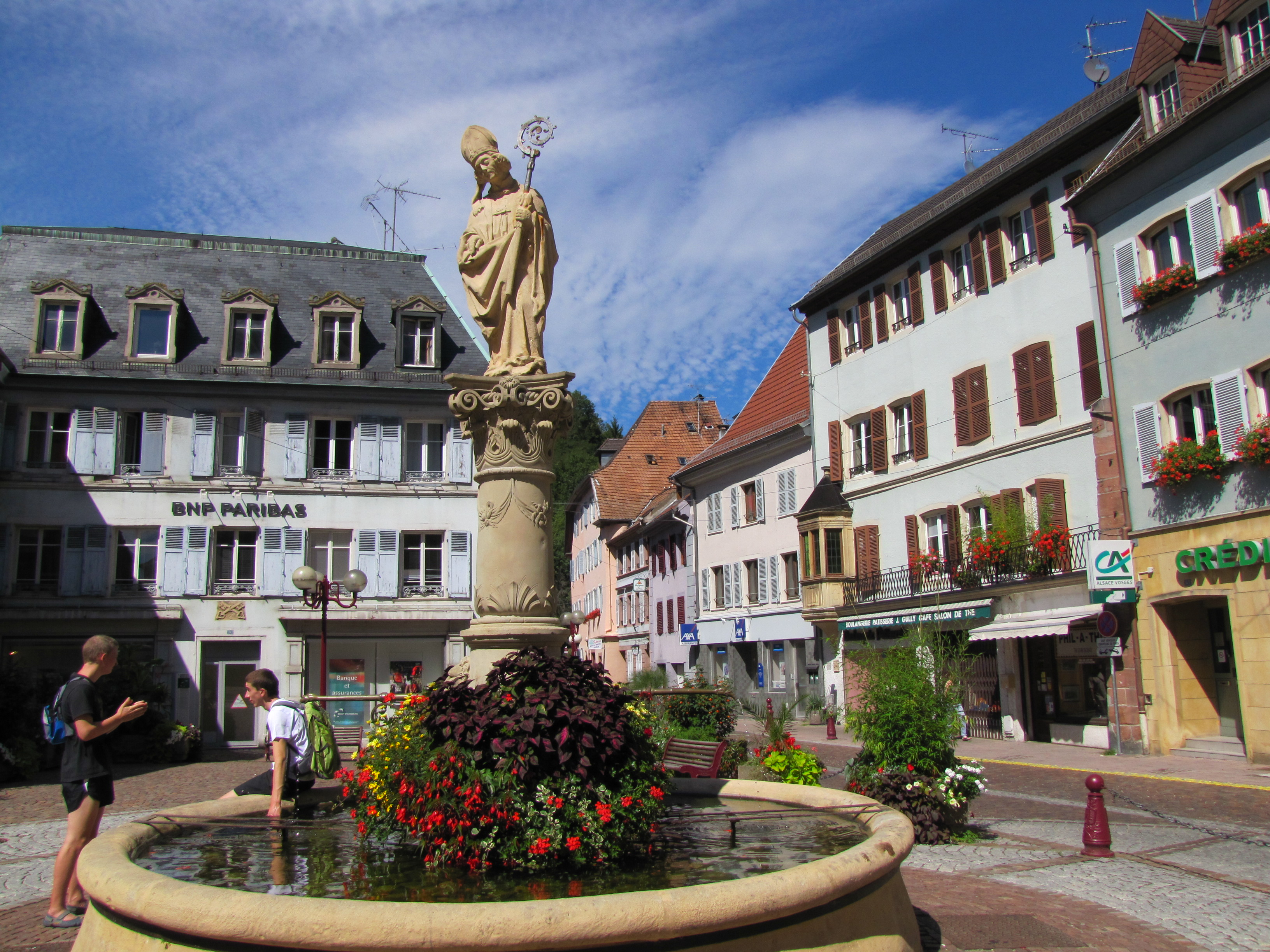
Fontaine Saint-Thiébaut.
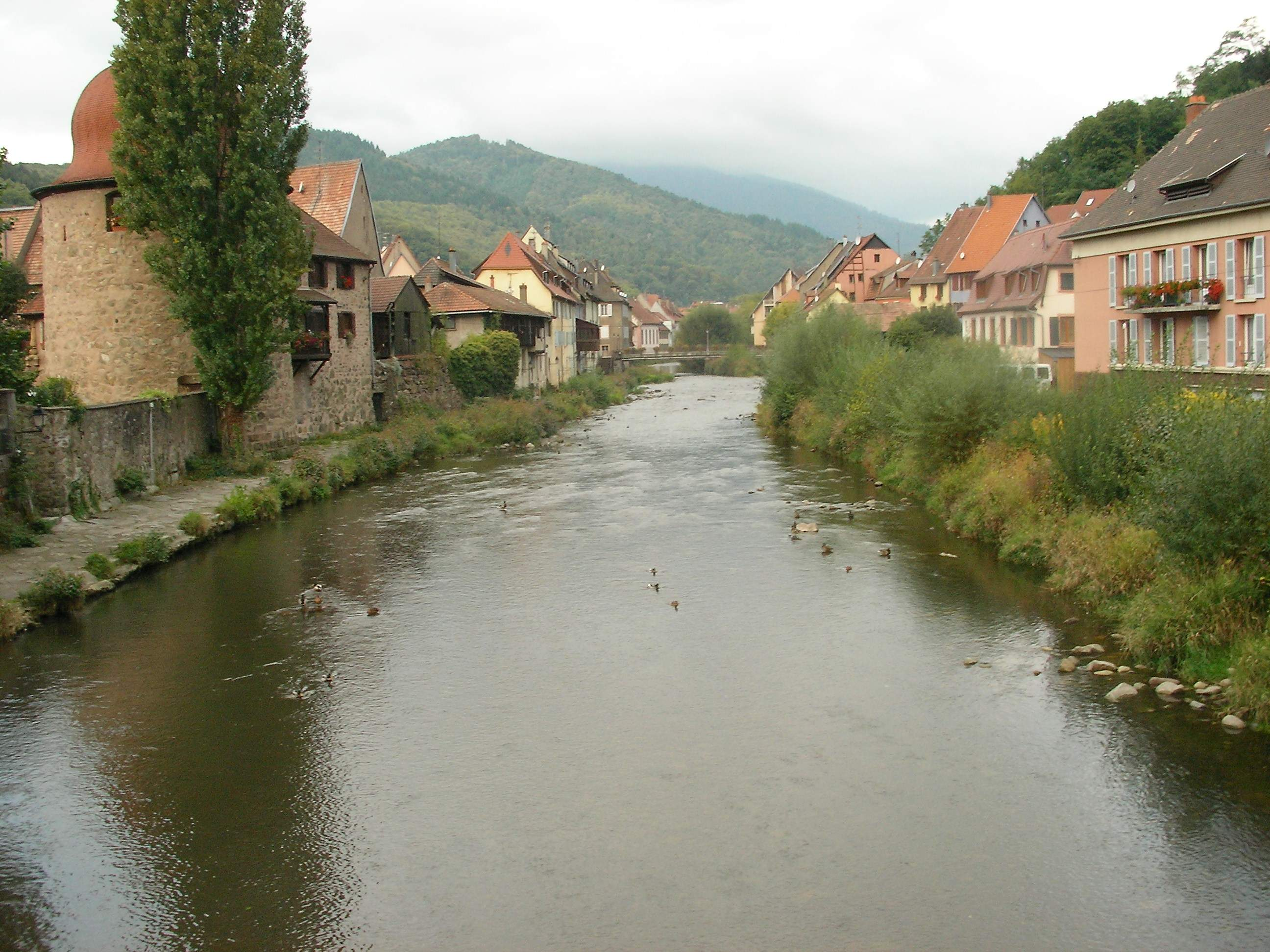
La tour des Sorcières au bord de la Thur.
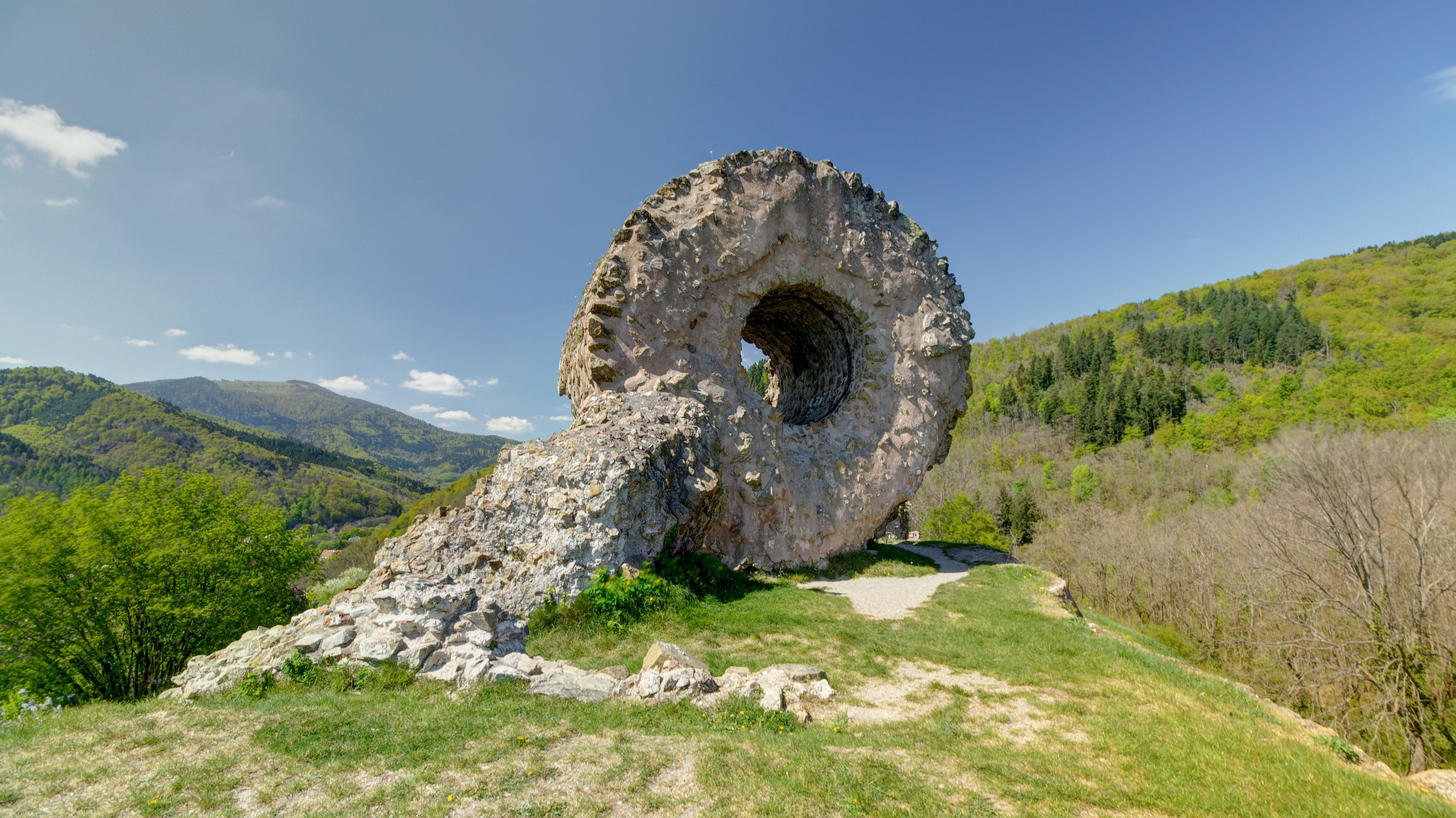
Ruines château d'Engelbourg (l'œil de la sorcière).
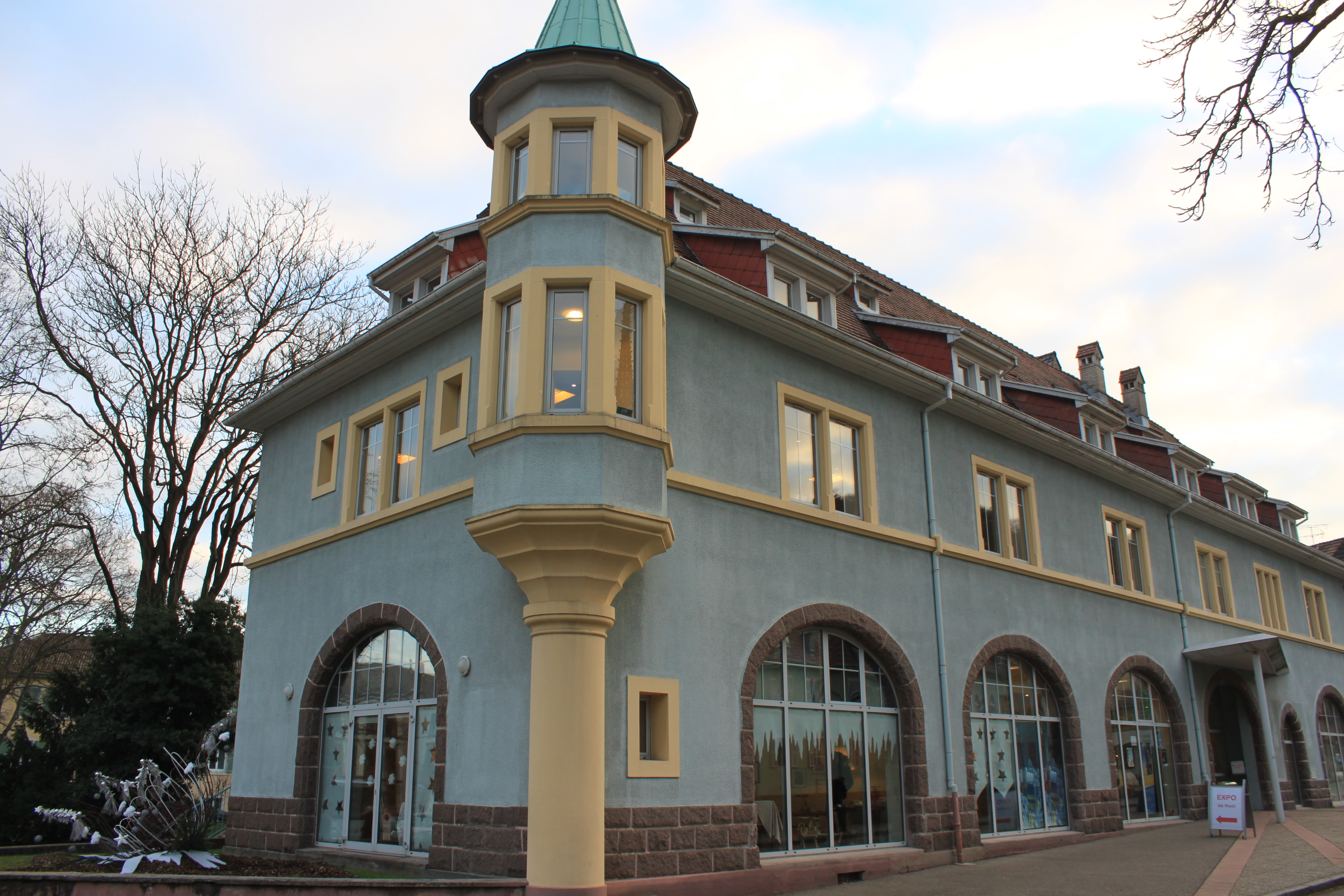
La médiathèque.

### Personnalités liées à la commune

#### Natives de Thann
- Jean-Baptiste Gobel (1727-1794), prélat, évêque auxiliaire de Bâle et député aux États Généraux.
- Louis-Thiébaut Ihler (ou Theobald) (1756-1793), général.
- Jean Alexandre Ihler (1745-1805), général.
- François Joseph Baumlin né à Thann en 1761 et décédé à Colmar en 1834, homme politique.
- Alexandre Léopold de Marandet (1770-1825), homme politique né à Thann, député du Haut-Rhin de 1815 à 1816.
- Gaspard Hug (1772-1820), militaire.
- Dagobert Fourcade (1799-1868), consul et chevalier de la légion d’honneur.
- Henri Lebert (1794-1862), peintre.
- Charles Risler (1848-1923), maire du 7e arrondissement de Paris entre 1882 et 1919.
- Jules Scheurer (1852-1942), frère d'Auguste Scheurer-Kestner.
- Daniel Blumenthal (1860-1930, ancien maire de Colmar entre 1905 et 1914.
- Marcel Rieder (1862-1942), peintre.
- Charles Filiger (1863-1928), peintre issu de l'école de Pont-Aven.
- François Merklen (1876-1938), chimiste à l'origine de la formule actuelle du savon de Marseille (à 72 %).
- René Laforgue (1894–1962), grand psychiatre et psychanalyste français.
- Charles Walch (1896-1948), peintre et sculpteur-graveur[103].
- Paul Dungler (1902-1974), résistant, dont le pseudonyme pris pendant la seconde guerre mondiale est lié au Réseau Martial et ami du Père Pierre Bockel.
- Jeanne Helbling (1903-1985), actrice de cinéma de la période du muet jusqu’à la Seconde Guerre mondiale.
- René Ortlieb (1908-1945), résistant, s'engagea très tôt dans la lutte clandestine contre l'occupant nazi et participa notamment à l'évasion du général Giraud. Arrêté, il est déporté puis exécuté par les nazis le 17 avril 1945[104].
- Joseph Stamm (1882-1945), résistant, en 1942 curé de Liebsdorf. Héberge le général Henri Giraud (militaire) après son évasion. Arrêté le 21 septembre 1943 puis executé par les nazis le 17 avril 1945 à Wolfach[104].
- Robert Wagner (1911-1988), homme politique.
- Louis Kammerer (1912-1994), prêtre et historien.
- Élisabeth Lutz (1914–2008), mathématicienne.
- Bruno Wurtz (1940), lettreur, pilote automobile et cascadeur[105].
- Catherine Lechner-Reydellet (1960-), écrivain.
- Charles-Éloi Vial (1987), historien.

#### Œuvres à Thann
- Rémy Faesch, arrive vers 1491 à Thann et devient l'un des architectes de la collégiale Saint-Thiébaut. Il meurt vers 1534.
- Laurent Liechti (né probablement en 1489, mort en 1545 d'après les archives du journal suisse de l'horlogerie et de la bijouterie), horloger à Winterthour en 1530. Jacquemart (la mort), ancienne porte du Rhin[106].
- Jean-Baptiste Kléber, un des deux architectes ayant participé à la construction de l’Hôtel de Ville après l’effondrement de l’ancien en 1778.
- Auguste Scheurer-Kestner (1833-1899), sénateur et vice-président du Sénat, acteur de la vie politique et industrielle locale dont la famille est liée au développement de l’industrie chimique de Thann. Contemporain et ami de Georges Clemenceau.
- Robert Kammerer (1882-1965). Artiste-peintre né à Mulhouse, mais installé à Thann, il a peint de nombreux paysages thannois et vosgiens

#### Liens familiaux ou historiques
- Joseph Jacques Césaire Joffre, Maréchal Joffre.
- Mgr Pierre Bockel, prêtre, écrivain, journaliste, résistant, archiprêtre de la Cathédrale de Strasbourg, honoré du titre de « Juste parmi les nations » pour le sauvetage de juifs pendant la Seconde Guerre mondiale[92], et dont le père, Louis Bockel, était notaire à Thann.
- L’abbé Jean Flory, prêtre, éducateur et résistant, dont les parents étaient originaires de Thann, ami du Père Bockel[93].
- L’actuel prince de Monaco, Albert II, porte parmi ses nombreux titres[107] celui de comte de Thann[108].
- Jean-Marie Bockel, président de la communauté d'agglomération de Mulhouse, maire de Mulhouse de 1989 à 2010, ancien ministre.

### Tourisme, loisirs et vie culturelle du pays de Thann

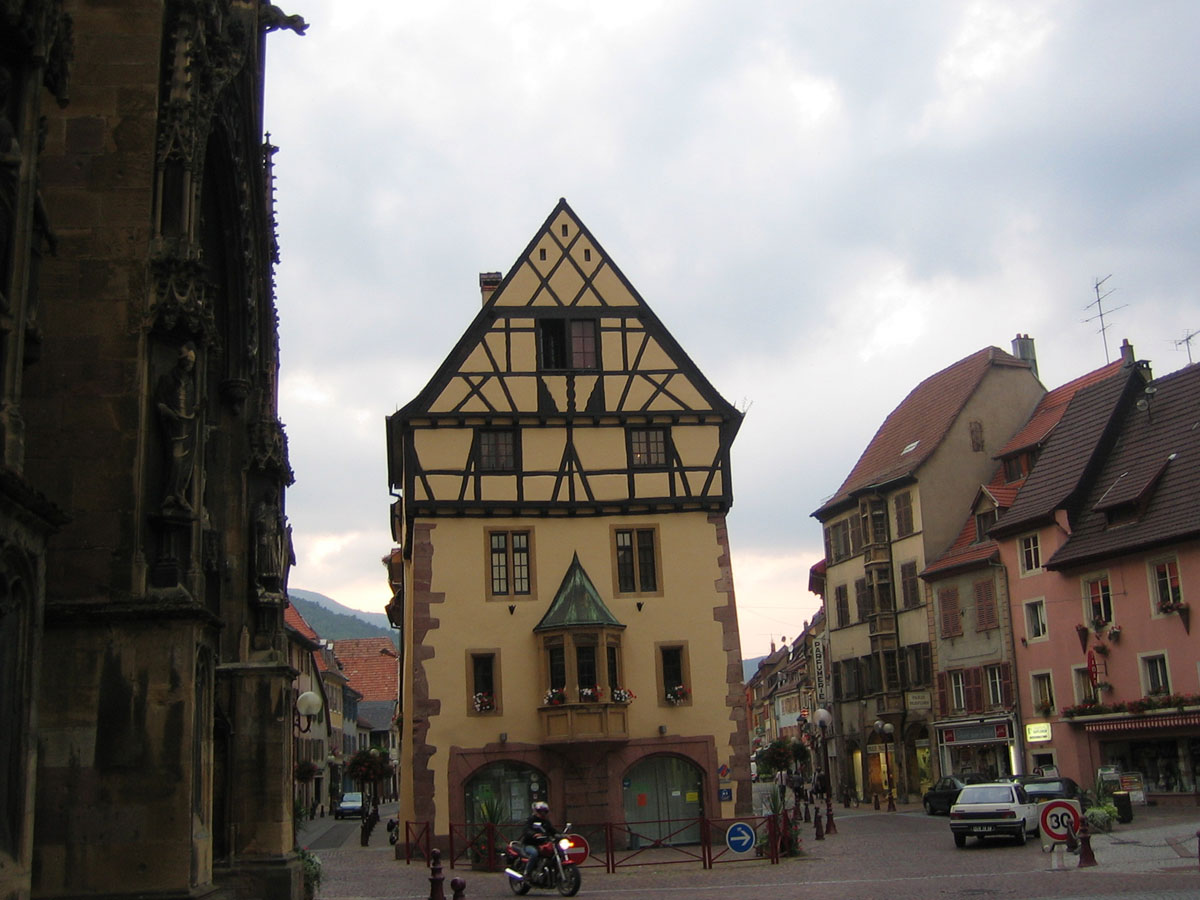
Au centre-ville de Thann.

Thann fait partie de l'association Les Plus Beaux Détours de France.
Tourisme
- porte sud de la route des vins d'Alsace
- vignoble du Rangen (grand cru), grand cru du vignoble d'Alsace
- c'est une des 201 communes communes adhérentes[109] du Parc naturel régional des Ballons des Vosges.
- randonnée : passage du GR 5 Hollande Méditerranée, accès facile au Grand Ballon (par le camp Turenne) et au Ballon d'Alsace
- étape vers les chemins de Compostelle
- musée historique, musée de France
- chemin de fer historique et touristique Thur-Doller Alsace (Site Web) partant de Saint-André à Cernay en direction d'Aspach-le-Haut, Guewenheim et Sentheim.

Capacité d'hébergement
- halte camping-cars
- gîte d'étapes
- 6 hôtels de 0 à 3 étoiles.

Loisirs et culture
- relais culturel (salle de spectacles de 800 places et 2 salles de cinéma de 420 et 114 places)
- piscine intercommunale
- médiathèque intercommunale

### Commémorations
Un timbre postal, d'une valeur de 0,20 franc, célébrant le VIIIe centenaire de la fondation de la ville, a été émis le 3 juillet 1961, avec oblitération Premier jour dans la ville le 1er juillet.
Le 1er septembre 1989, ce timbre a été réutilisé sur les documents-souvenirs émis pour les 150 ans de la ligne de chemin de fer.
Un bloc philatélique de Monaco de 4 timbres d'une valeur de 1,00 €, dont l'un s'illustre du Comté de Thann, imprimé sur le fond de la carte du Haut-Rhin et intitulé « Les Anciens Fiefs des Grimaldi de Monaco dans le Haut-Rhin », a été émis le 24 avril 2010.
Une série philatélique de 10 châteaux forts d'Alsace a été émise en 2014, avec parmi eux, la ruine de l'Engelbourg.
Tous les 30 juin se déroule la fête de la « crémation des 3 sapins » qui commémore la fondation de la ville et qui rassemble chaque année plus de 10 000 personnes. Avant le feu, au début de la soirée, les vêpres ont lieu dans la collégiale Saint-Thiébaut puis un film Thann, la divine fondation réalisé par Dimitri Frank de la société Splitscreen et les Bâtisseurs de Thann est projeté sur la place Joffre. Un feu d'artifice illumine ensuite la collégiale après que le dernier sapin soit tombé.
La Ville de Thann possède 12 lieux de mémoire en hommage à tous les combattants qui se sont battus pour notre liberté.
La commune a été décorée le 17 août 1920 de la croix de guerre 1914-1918.

### Héraldique
| Blason de Thann | Les armes de Thann se blasonnent ainsi : « Parti : au premier de gueules à la fasce d'argent, au second d'azur au sapin arraché d'or. » |

En 1469, le duc Sigismond d'Autriche concéda a la ville un écu parti présentant au premier le blason de l'Autriche et au second un sapin de sinople posé sur un champ d'argent. En 1498, Maximilien Ier modifia la partie sénestre, l'azur substitué à l'argent et le sapin devenant d'or.

### Les associations
Une des associations culturelles de la ville de Thann : la troupe de théâtre des Bâtisseurs.
Aujourd’hui composé de 140 membres, elle accueille les personnes de tous âges, et propose trois ateliers :
- un atelier Théâtre Jeunesse, composé lui-même de 4 groupes d'âges ;
- un atelier Théâtre Adulte ;
- un atelier d'écriture.

Depuis les années 1930, la ville de Thann a accueilli plusieurs groupes scouts. Le seul encore en activité à ce jour est le groupe St Thiébaut des Scouts et guides de France, actif depuis 1931, qui compte plus d'une centaine de membres.

### Odonymie
Voici la liste des communes et lieux, français, européens ou mondiaux qui possèdent une artère comportant le nom de Thann. L'origine de cette dénomination peut être une desserte directe de Thann à partir de ces lieux, mais aussi d'autres raisons comme le jumelage, la thématique des villes d'Alsace retenue pour nommer les rues d'un quartier, l'origine du propriétaire du terrain sur lequel se situe la rue (comme à Paris).